# Principaux entrepreneurs de Paris-Plage et du Touquet-Paris-Plage

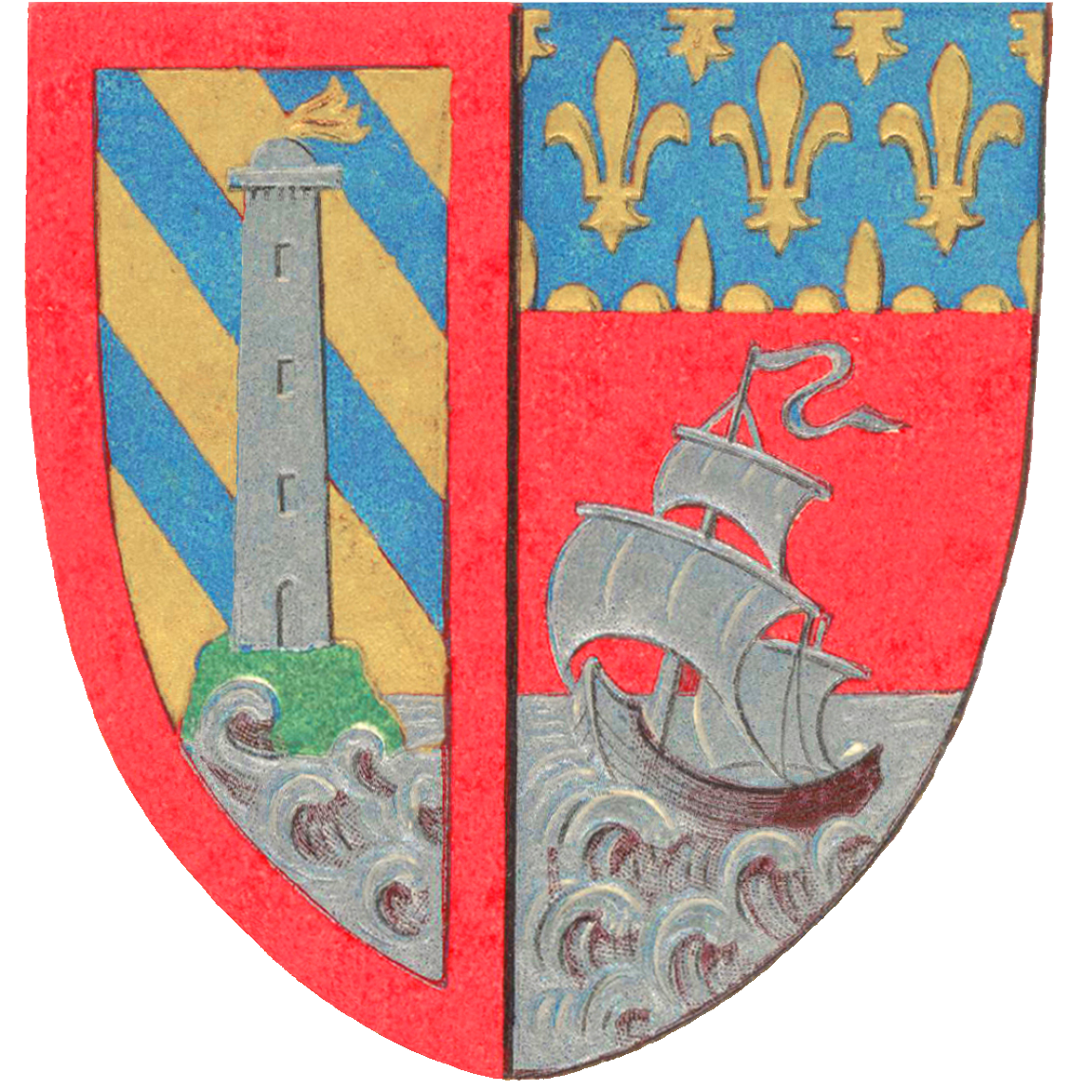
Blason du Touquet-Paris-Plage.

Principaux entrepreneurs de Paris-Plage et du Touquet-Paris-Plage reprend les entrepreneurs locaux qui se sont distingués aux côtés des architectes qui créaient l’habitat du premier lotissement du géomètre Raymond Lens, puis du second, l'ingénieur et géomètre Joseph-Louis Sanguet, au moment de l'essor, à la fin du XIXe siècle et au début du XXe siècle, de Paris-Plage devenu le Touquet-Paris-Plage.
Les entrepreneurs de bâtiment avaient l'habitude d'apposer une plaque, souvent émaillée, sur les constructions qui leur étaient confiées. Certaines de ces plaques sont encore visibles au XXIe siècle.

## Historique
Édouard Lévêque, premier historien de la commune et inventeur de l'expression « Côte d'Opale », écrit « les constructions en dur avaient démontré  que l'humidité introduite à l'intérieur des murailles, soit par la pluie, que la pression du vent faisait pénétrer à travers les murailles, soit par l'eau remontant du sous-sol par capillarité, ne pouvait jamais sécher et disparaitre complètement, mais plus tard, on trouvera des moyens nouveaux pour parer à cet inconvénient et la construction en dur restera la seule adoptée ».
Les premières constructions étant des chalets en bois, les entrepreneurs étaient donc des menuisiers, comme Joseph Duboc. Les constructions en dur sont arrivées ensuite, utilisant la pierre de roche, comme la villa Les Genêts (1891), à l'angle sud-ouest de la rue de Paris et de la rue Joseph Duboc (anciennement rue de la Lune).
On remarque, à la lecture des lieux de naissance des différents entrepreneurs, que Paris-Plage fournissant du travail de façon de plus en plus importante, attirait des entrepreneurs de toute la France, et même de Belgique.

## Entrepreneurs
Pour retrouver plus facilement par qui, architecte ou entrepreneur, a été construit une villa ou un bâtiment, vous pouvez cliquer ici → construction au Touquet-Paris-Plage.

### Entreprises générales de bâtiment

#### Entreprise Barbier

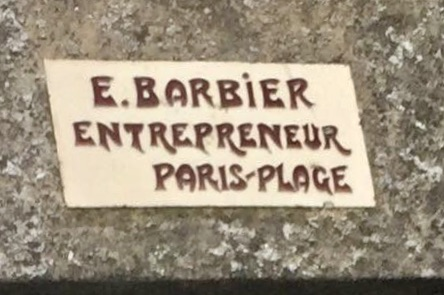
35, rue d'Arras.

Ernest Olivier Barbier est né le 27 mai 1876 à Jouy-en-Josas dans le département des Yvelines. En 1911, il habitait à Quentovic, Paris-Plage, avec son épouse et sa fille.
Il est l'entrepreneur du bâtiment situé 35, rue d'Arras.

#### Entreprise Berger

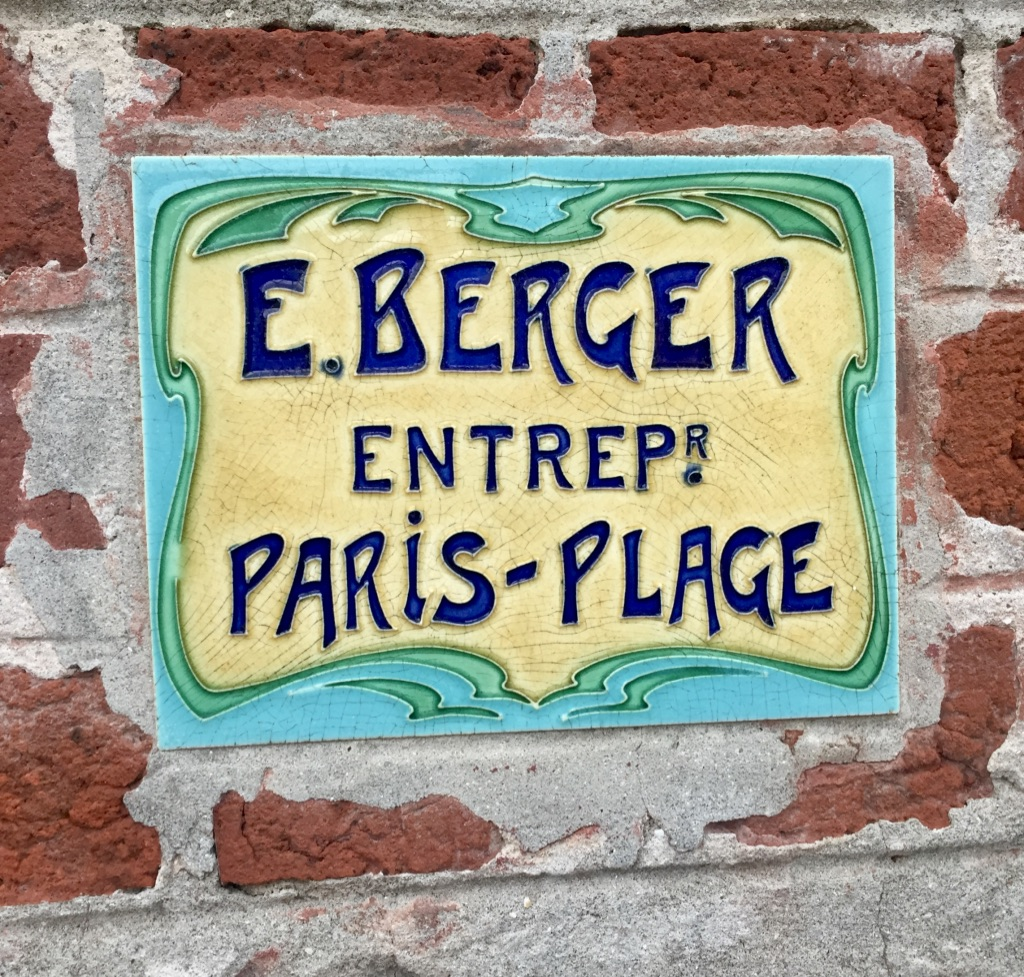
90, rue de Moscou.

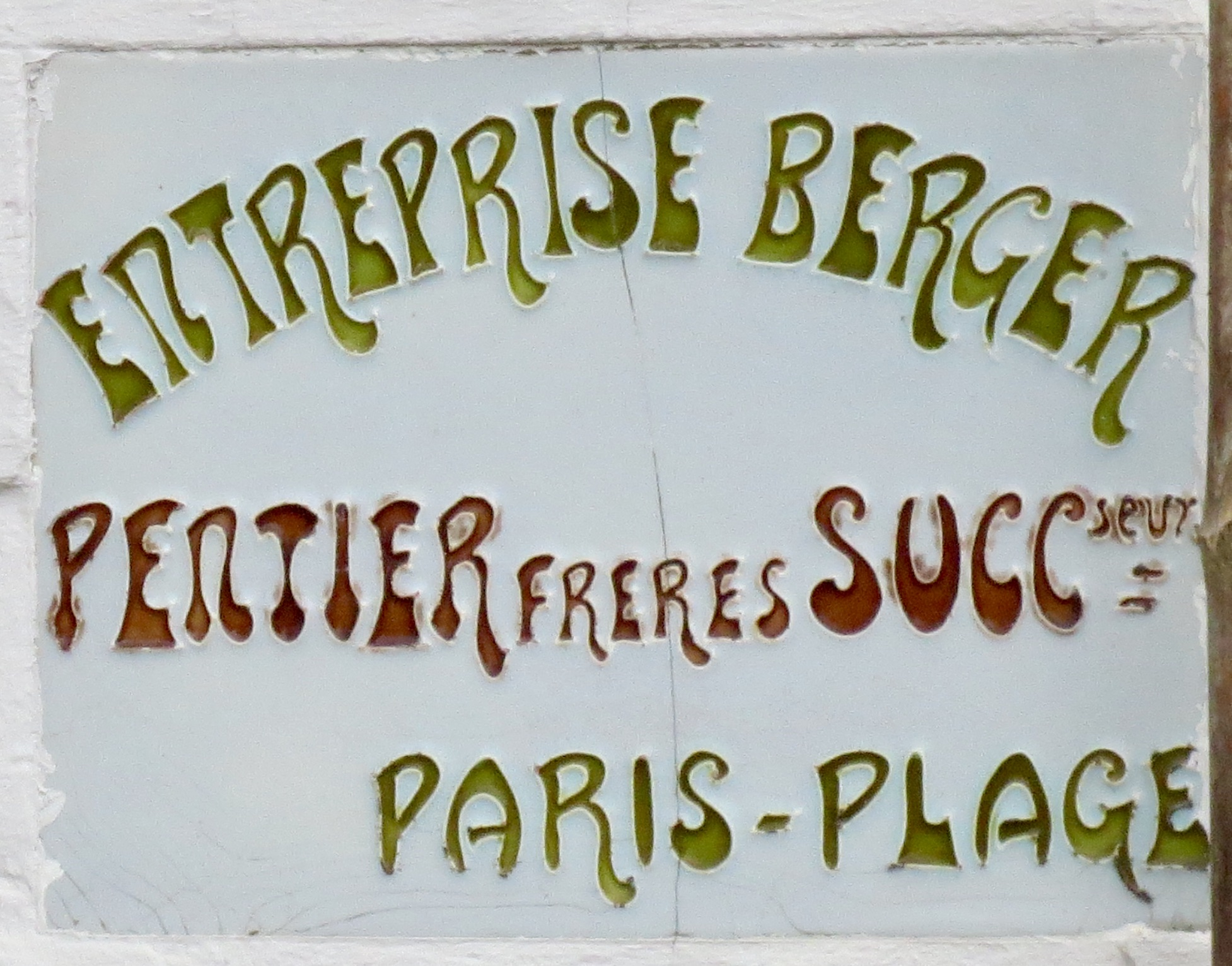
Entreprise Berger-Pentier.

Eugène Joseph Berger est né le 26 septembre 1855 à Saint-Amand (Fleurus), Hainaut en Belgique.
Il est, notamment, l'entrepreneur du bâtiment situé 90, rue de Moscou et des dix chalets Berger construits rue de Paris, entre la rue Saint-Jean et la rue Saint-Louis côté ouest : Le Gui, Les Joncs, Les Roseaux, Les Charmettes, Les Cyclamens, Les Pervenches, Les Chrysanthèmes, Les Anémones et L’Edelweiss construits en 1897. Il a tenu, avec sa première épouse, le café Berger-Pick situé à l'angle nord-ouest des rues de Paris et Saint-Jean, puis, avec sa deuxième épouse, le café-restaurant Berger au même endroit, son fils, Robert, fut le premier garçon inscrit sur l'état civil de Paris-Plage en 1901, ce fils fut conseiller municipal et lieutenant des pompiers du Touquet-Paris-Plage.
L'entreprise Berger s'associera avec l'entreprise Pentier Frères.

#### Entreprise Bosetti
L'entreprise de Jean Bosetti, de nationalité italienne, était situé rue des Dunes.

#### Entreprise Charbonnier

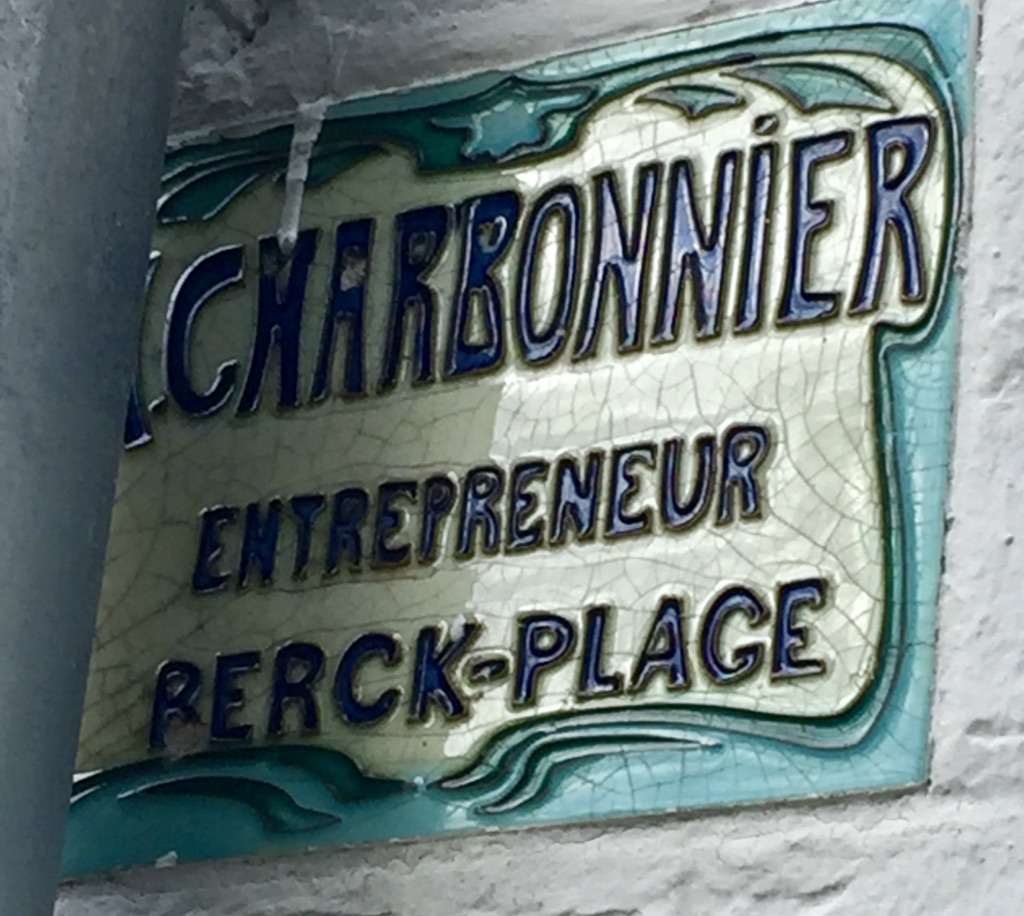
Avenue des Mille Agréments.

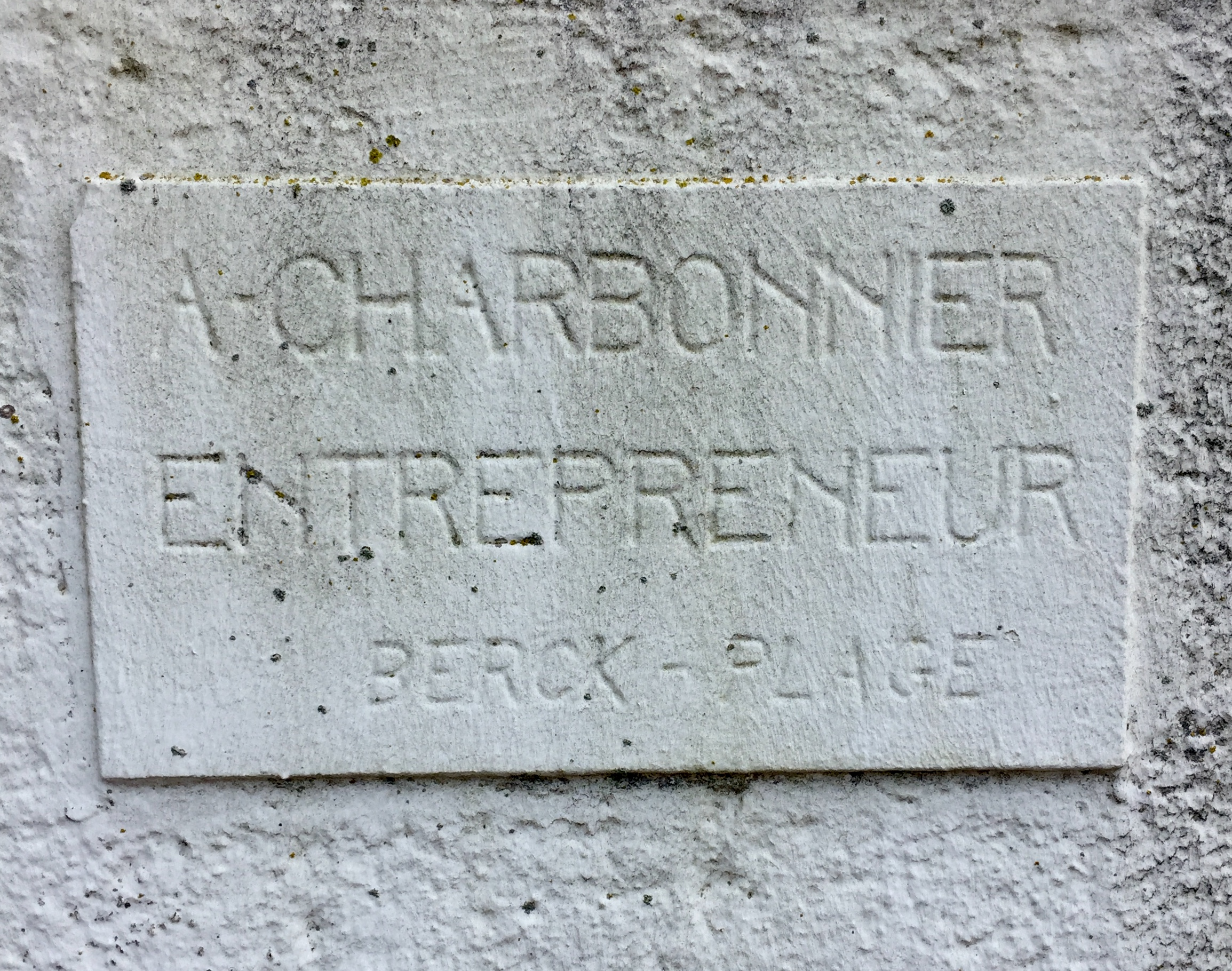
Villa Le petit Château.

Arthur Joseph Ghislain Charbonnier est né le 21 juillet 1867 à Loupoigne, Province du Brabant wallon en Belgique. Il épouse, le 17 août 1905 à Berck, Marie Geneviève Treunet, née le 7 janvier 1877 à Gravelines.
Son entreprise était située à Berck, il avait des bureaux, au Touquet-Paris-Plage, rue Lens, entre les rues de Metz et de Moscou.
Louis Quételart fut son jeune employé à Berck.
Il est, notamment, l'entrepreneur :
- à Merlimont :
  - de l'hôtel de la Gare
- au Touquet-Paris-Plage :
  - de la villa Le petit Château, avenue de la Reine-May, construite en 1910 pour le docteur Willerval d'Arras, inscrite à l'inventaire des monuments historiques[4]
  - des pavillons Mille Agréments[a] dans l'avenue du même nom,
  - du groupe de villas Calypso, Junon, Cérès, Cybèle et Diane situées aux no 50-58, boulevard Daloz
  - de la villa Le Castel située rue Jean Monnet

En 1931, il est commis d'architecte chez Albert Pouthier.

#### Entreprise Chouard

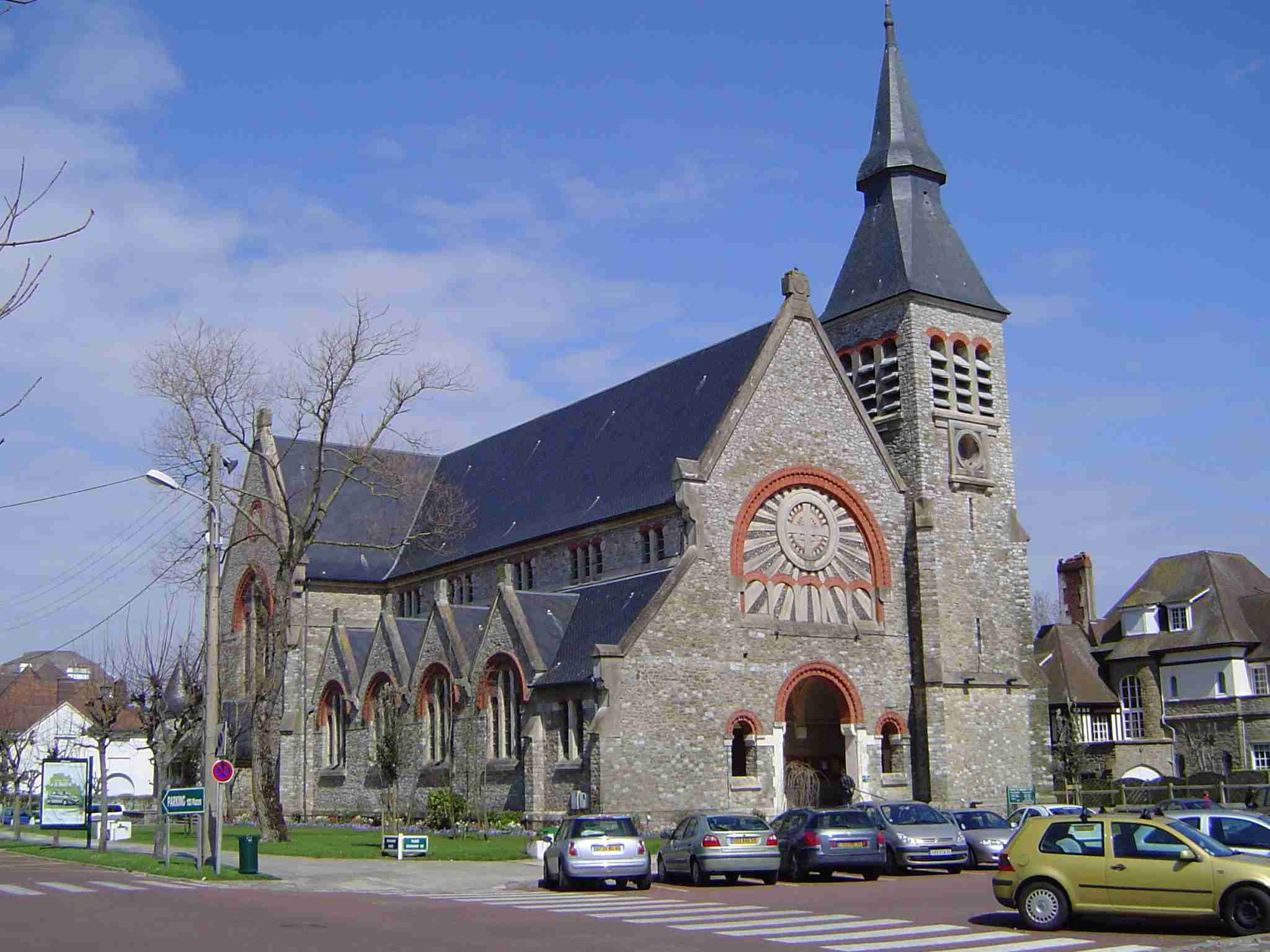
Église Sainte-Jeanne-d'Arc du Touquet-Paris-Plage.

L'entreprise d'Alfred Chouard de Rouen réalise en 1911 la construction de l'Église Sainte-Jeanne-d'Arc du Touquet-Paris-Plage.

#### Entreprise Clavier
Georges Henri Clavier, né à Paris, en 1893, épouse Jeanne Céline Julia Broucke. En 1931, ils habitent, avec leur fille, au 41, rue Joseph-Duboc. L'entreprise générale de bâtiments a notamment construit :
- la piscine du Touquet-Paris-Plage de 1929 ;
- la Digue promenade du Touquet-Paris-Plage ;
- le Grand-Hôtel de 1927, cet hôtel était situé à l'angle sud-est du boulevard du docteur Jules Pouget et de la rue Saint-Louis, il a été construit en seulement six mois, de novembre 1927 à mai 1928.

#### Entreprise Darroquy et Fleuret

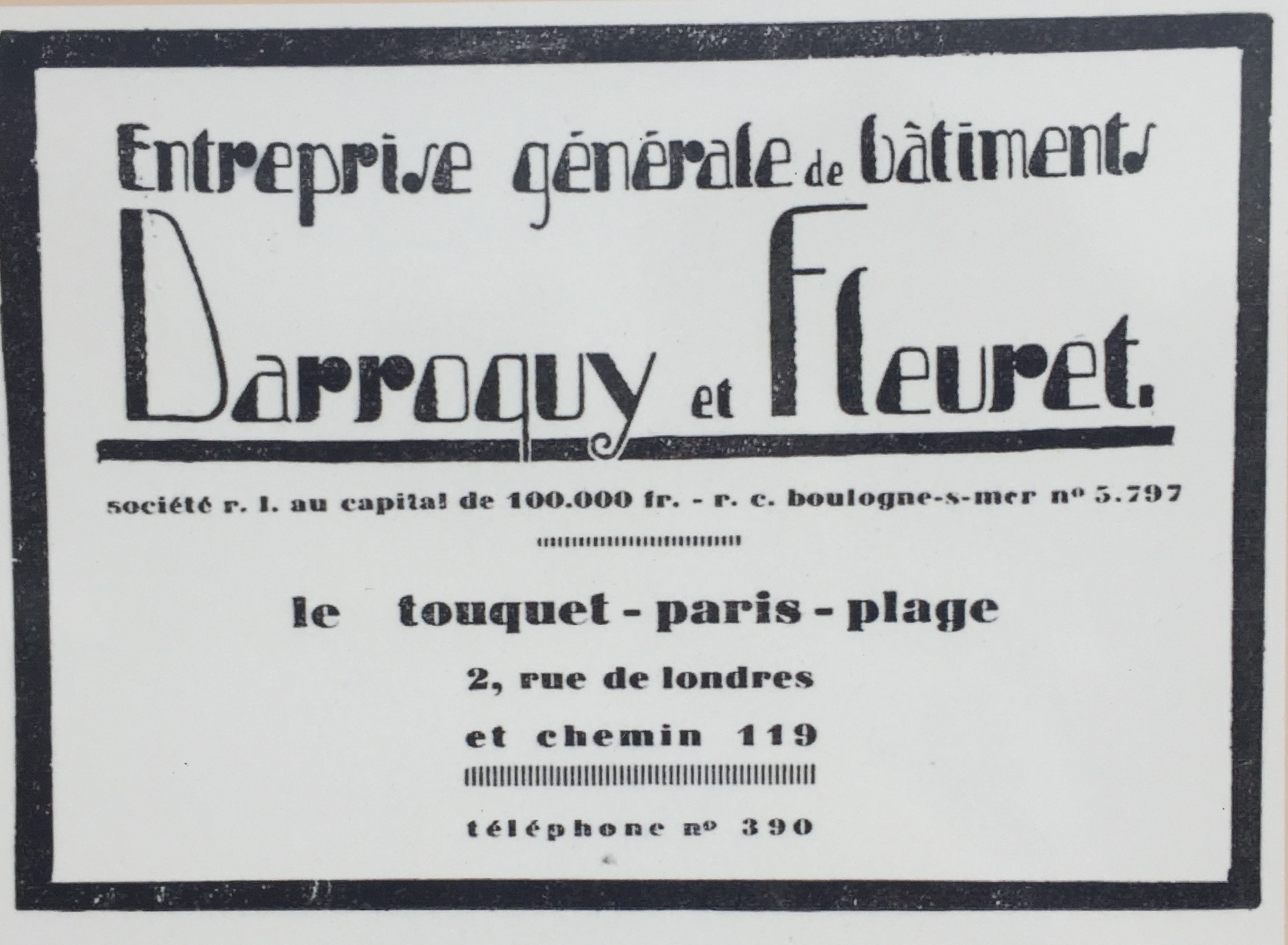
L'entreprise Darroquy et Fleuret.

Louis Joachim Darroquy, né en 1896, à Bilbao, marié avec Annie Mard, née en Écosse. L'entreprise générale de bâtiments était située 2, rue de Londres.
M. Darroquy a été capitaine des pompiers du Touquet-Paris-Plage.

#### Entreprise Degallaix

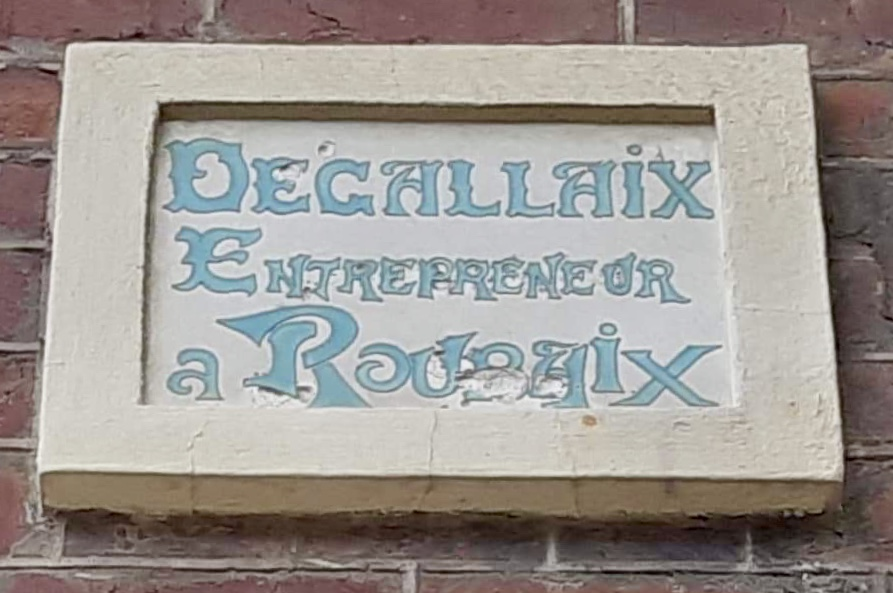

Léon Joseph Degallaix est né le 30 janvier 1874 à Wez-Velvain en Belgique. Naturalisé Français le 11 janvier 1913, il est nommé chevalier de l'ordre national de la Légion d'honneur le 6 février 1932 puis promu officier le 9 mars 1944, il habitait 2, avenue Jean-Jaurès à Roubaix.
Il crée les « Entreprises Générales L. Degallaix » en 1898 à Roubaix.
Il participe à l'exposition internationale du Nord de la France, à Roubaix, en 1911, en apposant la publicité de son entreprise sur le bâtiment Villa des Galeries Lilloises.
Il est notamment le constructeur de :
- L'Alsacienne, sise avenue Saint-Jean au Village Suisse ;
- la villa Monejan, sise avenue Saint-Jean, propriété de Brigitte Trogneux épouse d'Emmanuel Macron, président de la république ;
- la villa Welcome, sise avenue Saint-Jean ;
- la villa Le Bercail[6] sise 18, boulevard Daloz ;
- la villa Les Coquilles, 10, avenue de l'Amiral Courbet[a].

Lorsque le domaine Sanguet est mis en adjudication par ses héritiers, il est adjugé le 30 octobre 1922, en l'étude de Me Véron, notaire à Étaples, à la société « La Touquettoise Immobilière » constituée le même jour par Léon Degallaix et 3 autres associés, Georges Browaeys, Charles Florin et Ernest Lesur. Le 29 août 1926 la société est dissoute, et les lots non vendus sont partagés entre eux et la villa « Le Belvédère » est attribué à Ernest Lesur.

#### Entreprise Delbauffe
Laurent Delbauffe est né en 1883 à Wez-Velvain en Belgique. En 1921, il demeurait, avec son épouse et sa fille, villa Le Marchois, rue de Londres prolongée, au Touquet-Paris-Plage.

#### Entreprise Delcourt Frères

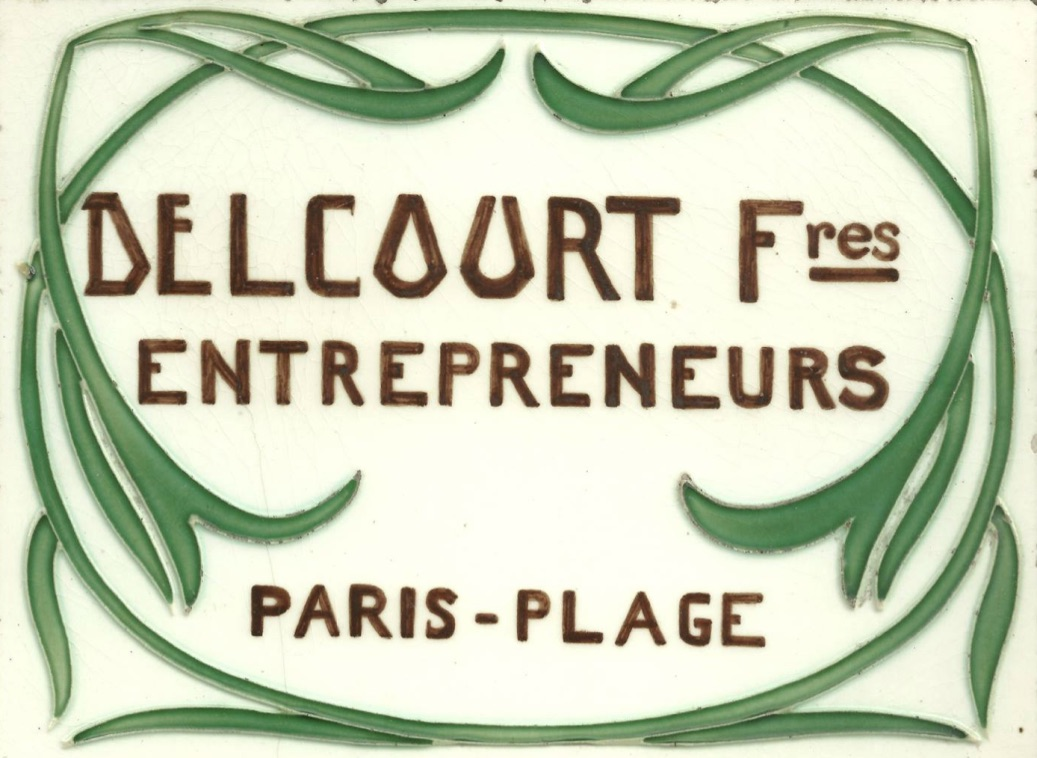

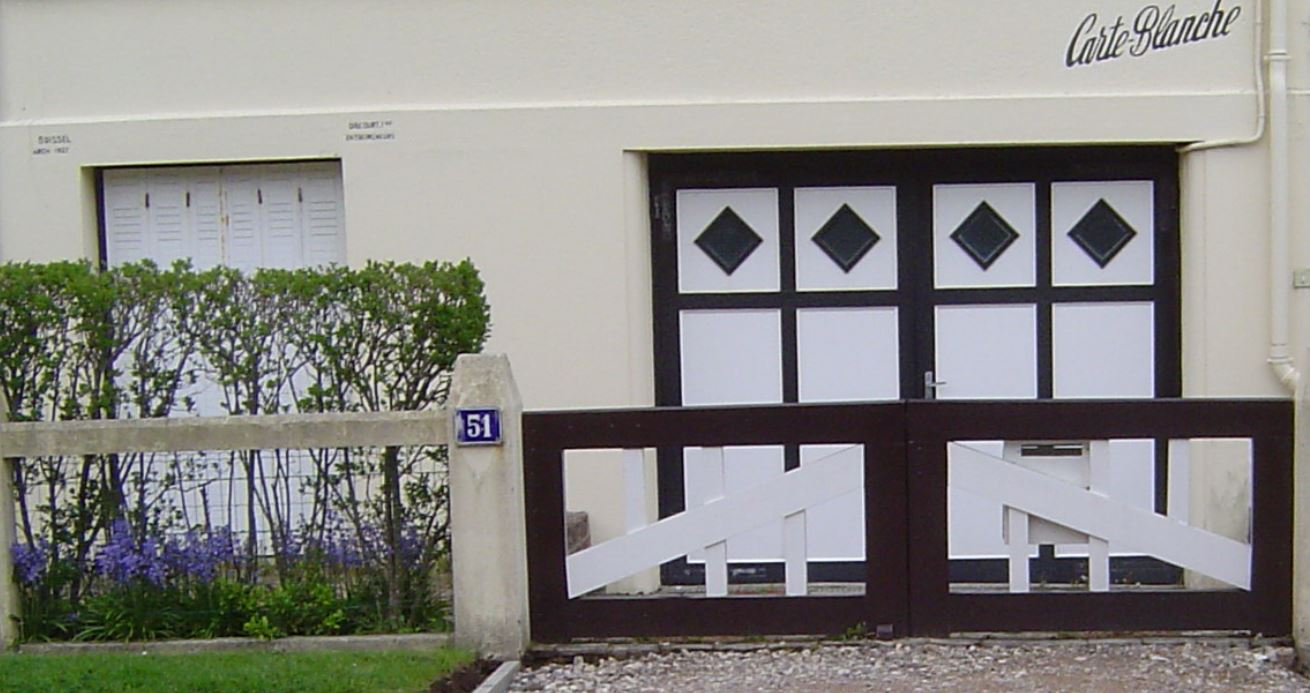
Inscriptions Delcourt et Boissel - Carte Blanche

Jean Baptiste Delcourt est né le 3 mai 1862 à Ponthoile, lieu-dit Favières dans le département de la Somme. Ses trois enfants Abel, Maurice et Lucien Delcourt lui succèdent. Avant de créer son entreprise, Jean Baptiste Delcourt a travaillé chez Goffaux. En 1911, il habite avec son épouse et ses cinq enfants, rue Saint-Amand à Paris-Plage. L'entreprise générale de bâtiment était située Grande-Rue.

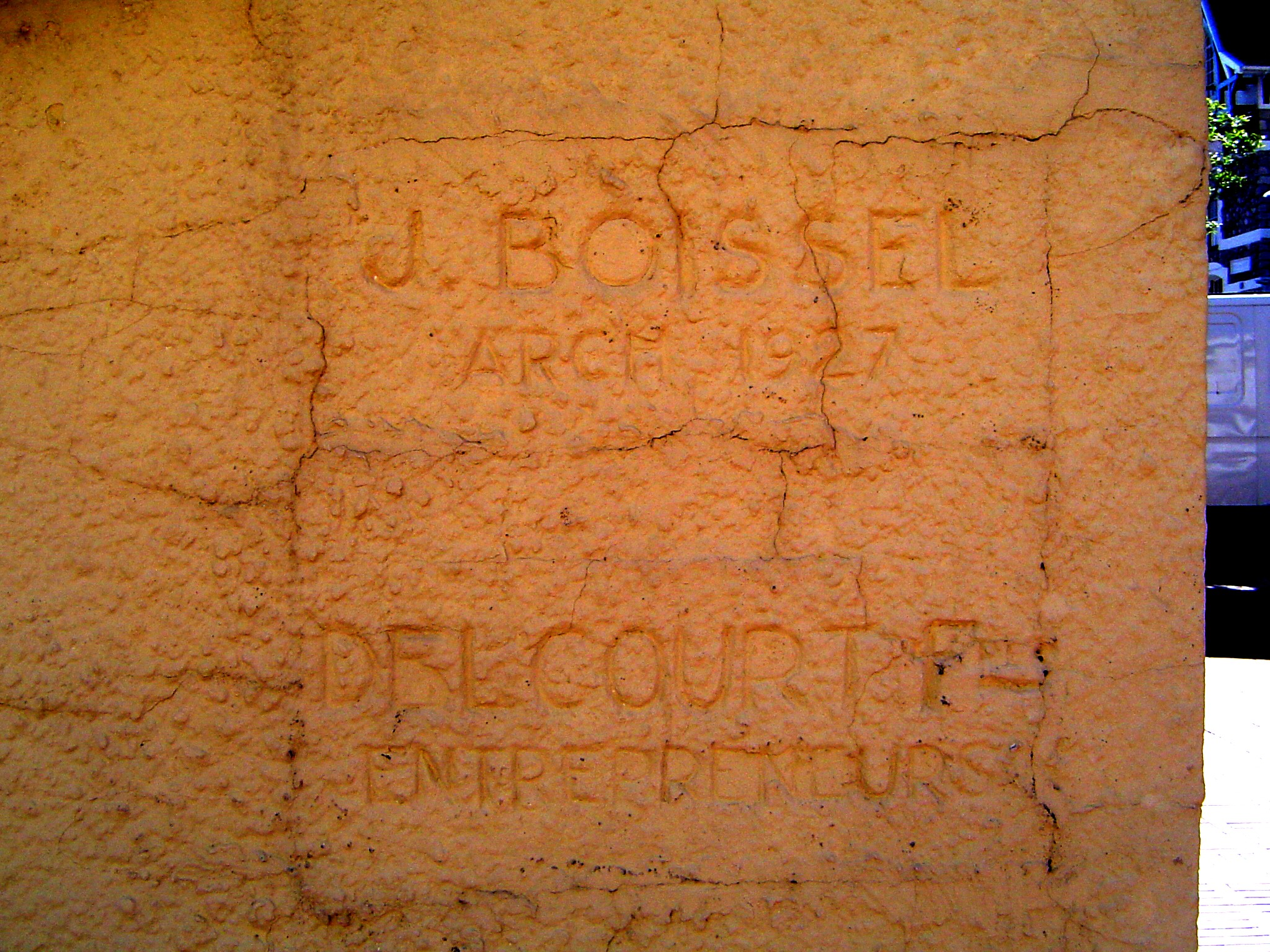
Inscription figurant sur l'hôtel des Postes.

Ils sont, notamment, les entrepreneurs :
- du Golf-Hôtel ;
- de l'hôtel des postes du Touquet-Paris-Plage[b] ;
- de l'hôtel de ville du Touquet-Paris-Plage ;
- de la villa Carte Blanche[a] sise 51, boulevard Daloz ;
- de l'hôtel de voyageurs Scampolo, transformé ensuite en immeuble d'habitation, situé 2, rue Léon Garet (anciennement rue Saint-Alphonse)[M 1].

#### Entreprise Dequéker
Charles Dequéker, entrepreneur à Berck, est le premier constructeur à Paris-Plage.
Il a construit :
- les chalets en bois l'Avant Garde et la Vigie propriété de M. Henri Saumon, notaire à Aix en Issart[EL 5].
- L'hôtel du Touquet, en 1888, dont il est le propriétaire. Cet hôtel fut détruit par un incendie pendant l'hiver 1888-1889[EL 3].
- La Villa des Roses, en 1888.
- Le chalet en bois Noémie en 1887, ce chalet fut détruit par un incendie[EL 6].

#### Entreprise Dieuset
L'entreprise de M. Dieuset est située rue Léon Garet (anciennement rue Saint-Alphonse), entre les rues de Metz et de Moscou, chalet La Marmaille. Entrepreneur local, il construit la villa Les Orchidées, 65 boulevard de la Mer (Docteur Jules Pouget aujourd'hui) dont les plans sont dus à l'architecte Louis Holt.

#### Entreprise Dupont

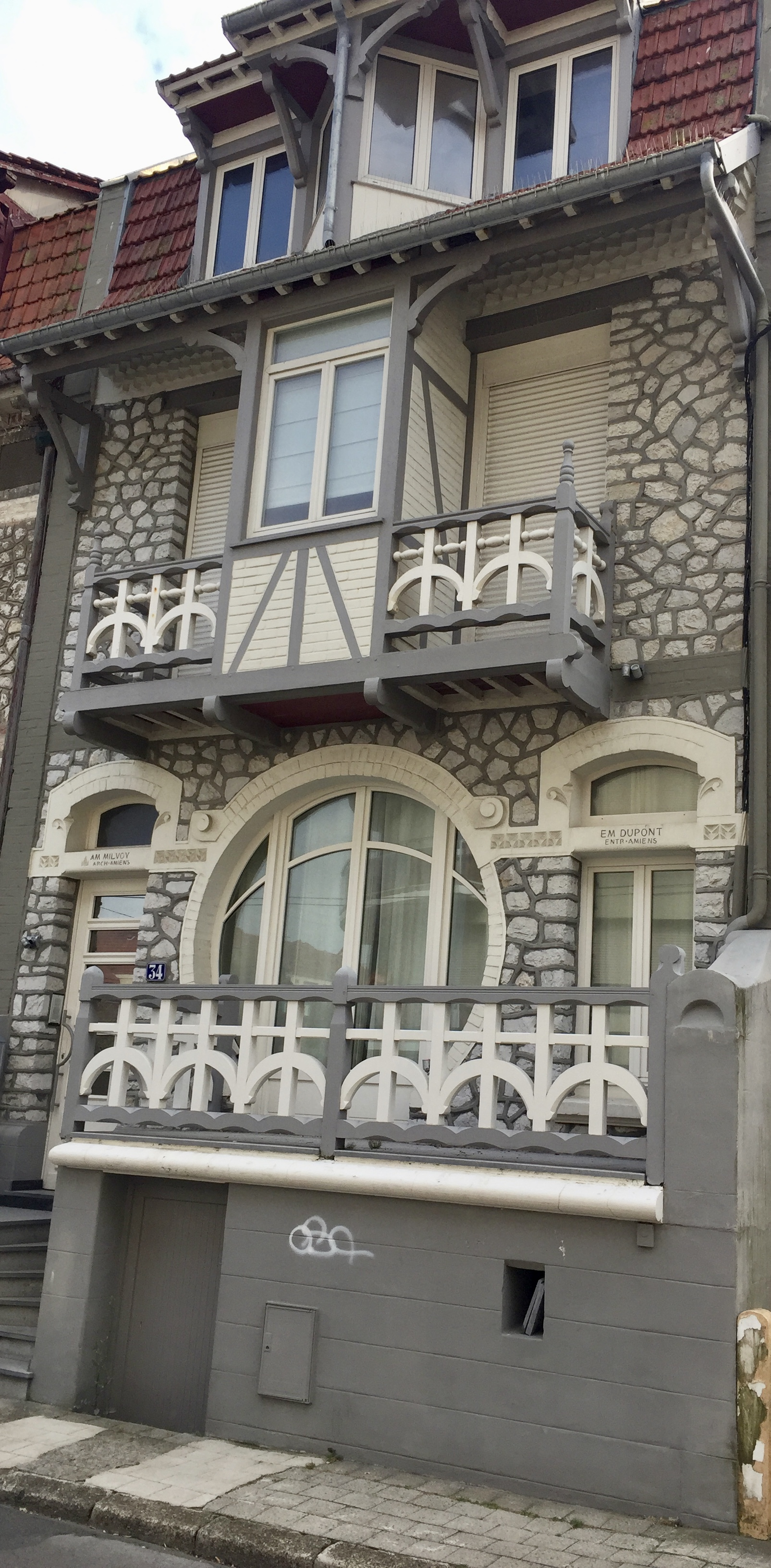
34, rue Joseph-Duboc.

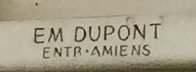
34, rue Joseph-Duboc.

Émile Dupont, entrepreneur à Amiens, Somme, France est l'entrepreneur de la villa Printania située au 34, rue Joseph Duboc.

#### Everaerts et Roch

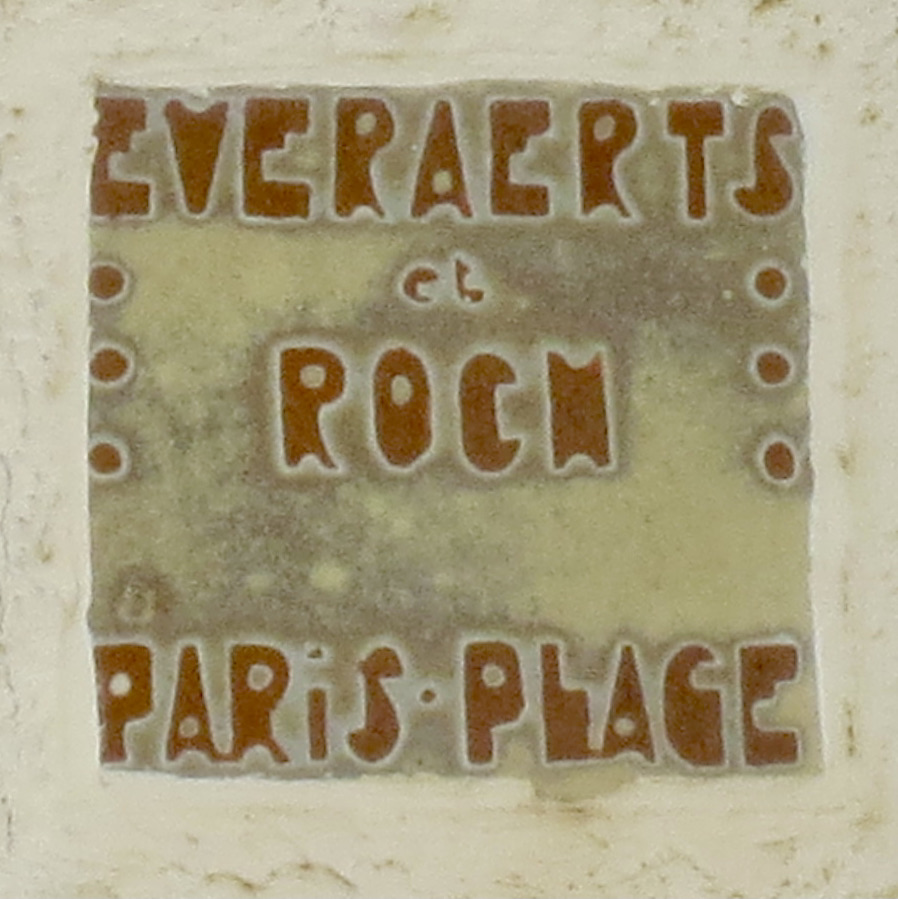
54, rue d'Étaples.

La plaque de ces deux entrepreneurs est visible sur la villa Les Incas, sise au no 54 rue d'Étaples.
César Roch, né en 1897 à La Hulpe, située dans la province du Brabant wallon, en Belgique, marié à Julia Bréard, demeure rue de Paris, en 1931.

#### Flabeau et Ninove
L’entreprise est sise, en 1927, au 38 rue d’Étaples au Touquet-Paris-Plage. Son siège social au 37 boulevard Roosevelt à Saint-Quentin.

#### Entreprise Fournier
L'entreprise Louis Fournier a construit le premier bien collectif des habitants du hameau Paris-Plage, il s'agit de la première école mixte, situé rue de Londres, qui ouvre ses portes en décembre 1897.

#### Entreprise Goffaux

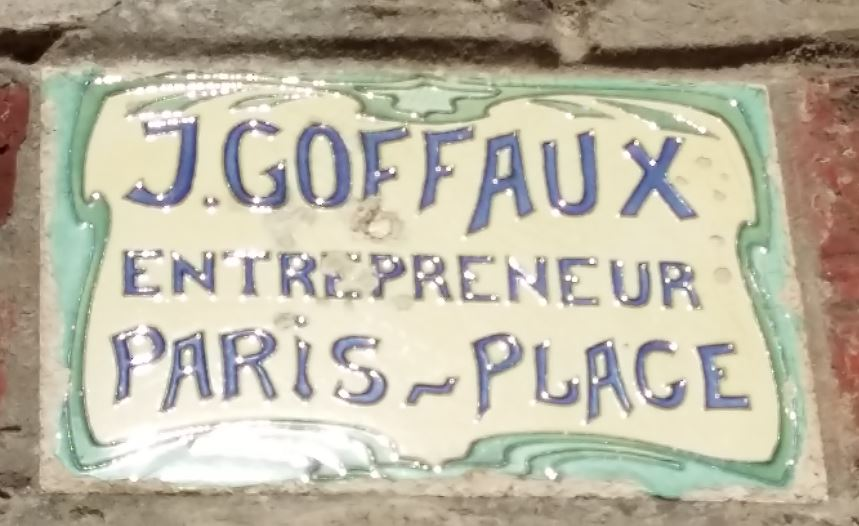
120, rue Saint-Jean.

Julien Joseph Ghislain Goffaux est né le 11 avril 1861 à Villers-Perwin, Hainaut en Belgique, mort en 1918. En 1911, avec son épouse et ses deux enfants, il habitait, chalet Julien-Juliette, rue de Londres, entre la rue Saint-Louis et rue Raymond Lens, à Paris-Plage.
Il est, notamment, le constructeur :
- des deux villas jumelles Lyderic et Phinaert au 6 et 8, rue Jean-Monnet (anciennement Grande-Rue) ;
- de la villa Butterfly, boulevard Daloz[M 2] ;
- de la villa La Royana sise 86, rue de Moscou[M 3] ;
- du bâtiment du 120, rue Saint-Jean[a] ;
- de la villa Romulus et Remus sise au 41-43, rue de Moscou[a] ;
- de la villa Le Pigeonnier (Cap 66 en 2019) sise au 66 rue de Bruxelles.
- de l'ensemble d'édifices derrière façade dit Villa Venus, Villa Saturne, Villa Mars aux no 62-64-66, rue Léon Garet (anciennement rue Saint-Alphonse)[M 4].

#### Entreprise Gouttenoire

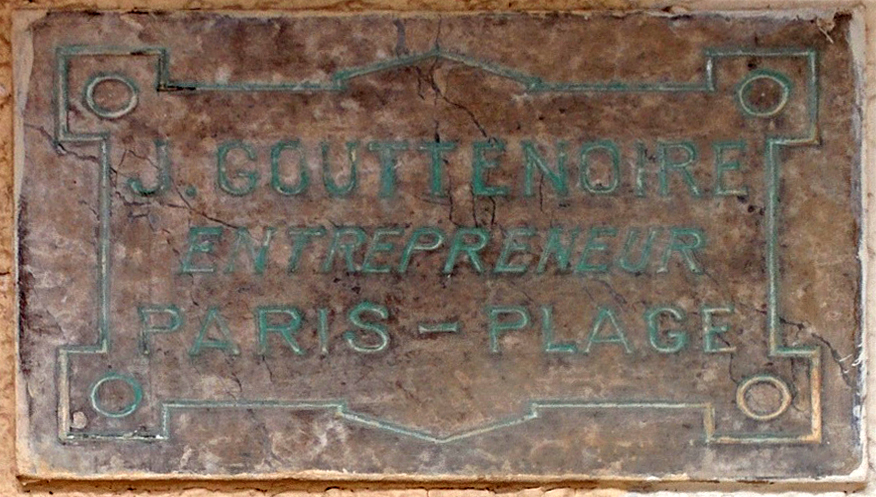
Plaque Gouttenoire.

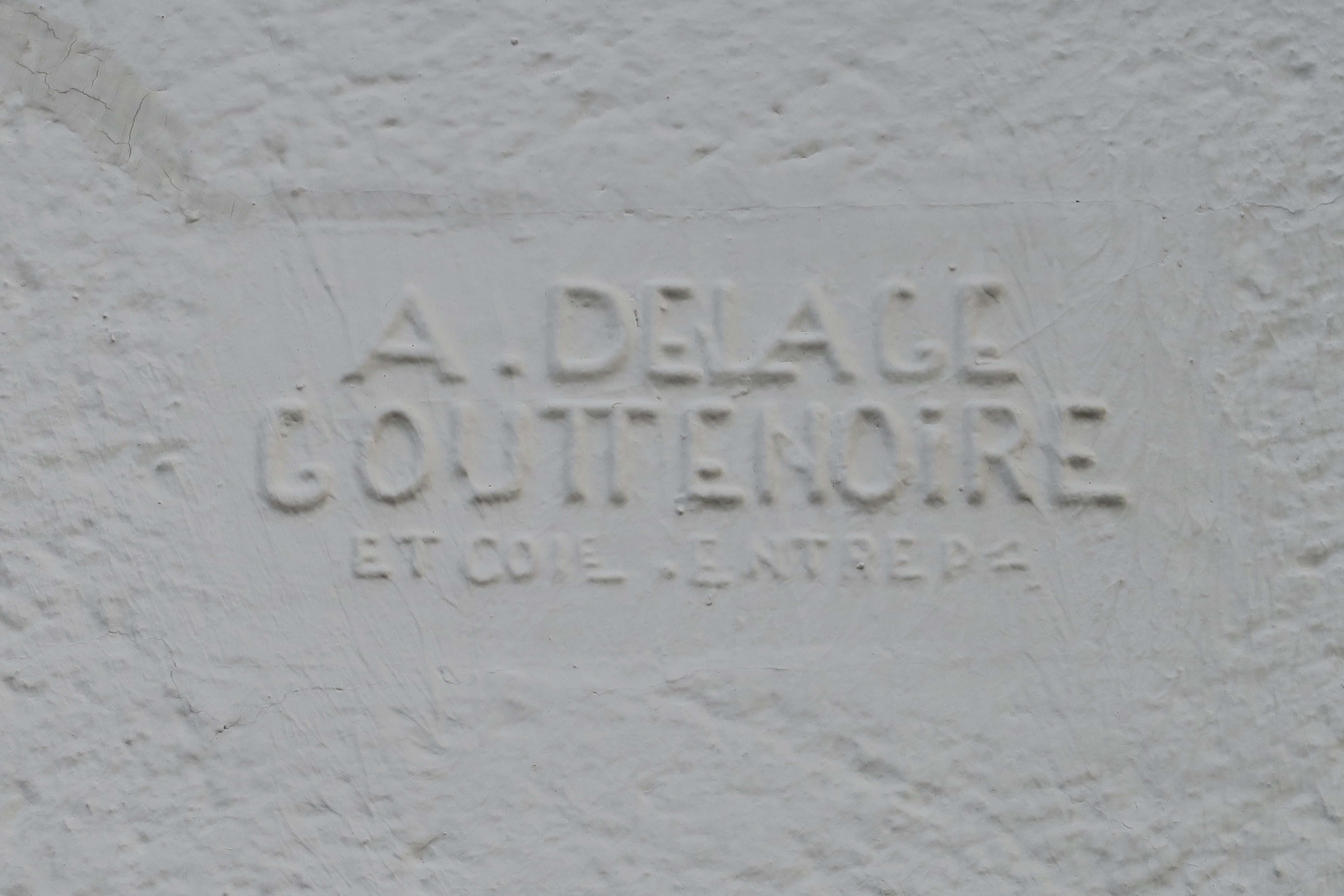
Plaque A. Delage Gouttenoire et Cie.

Joseph Gouttenoire, né en 1895 à Sainte-Colombe-sur-Gand. En 1931, il vit avec son épouse, Adèle Mathilde Brugirard, deux enfants et ses parents, au 39, rue St Amand. Il s'est ensuite associé avec l'entreprise Delage.

#### Entreprise Lagarec

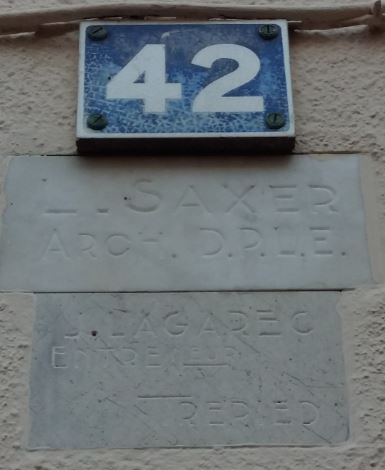
42, rue Saint-Jean.

Joseph Lagarec est un entrepreneur de Trépied, hameau de la commune de Cucq, commune limitrophe du Touquet-Paris-Plage. Il a construit le bâtiment du 42, rue Saint-Jean.

#### Entreprise Lamotte

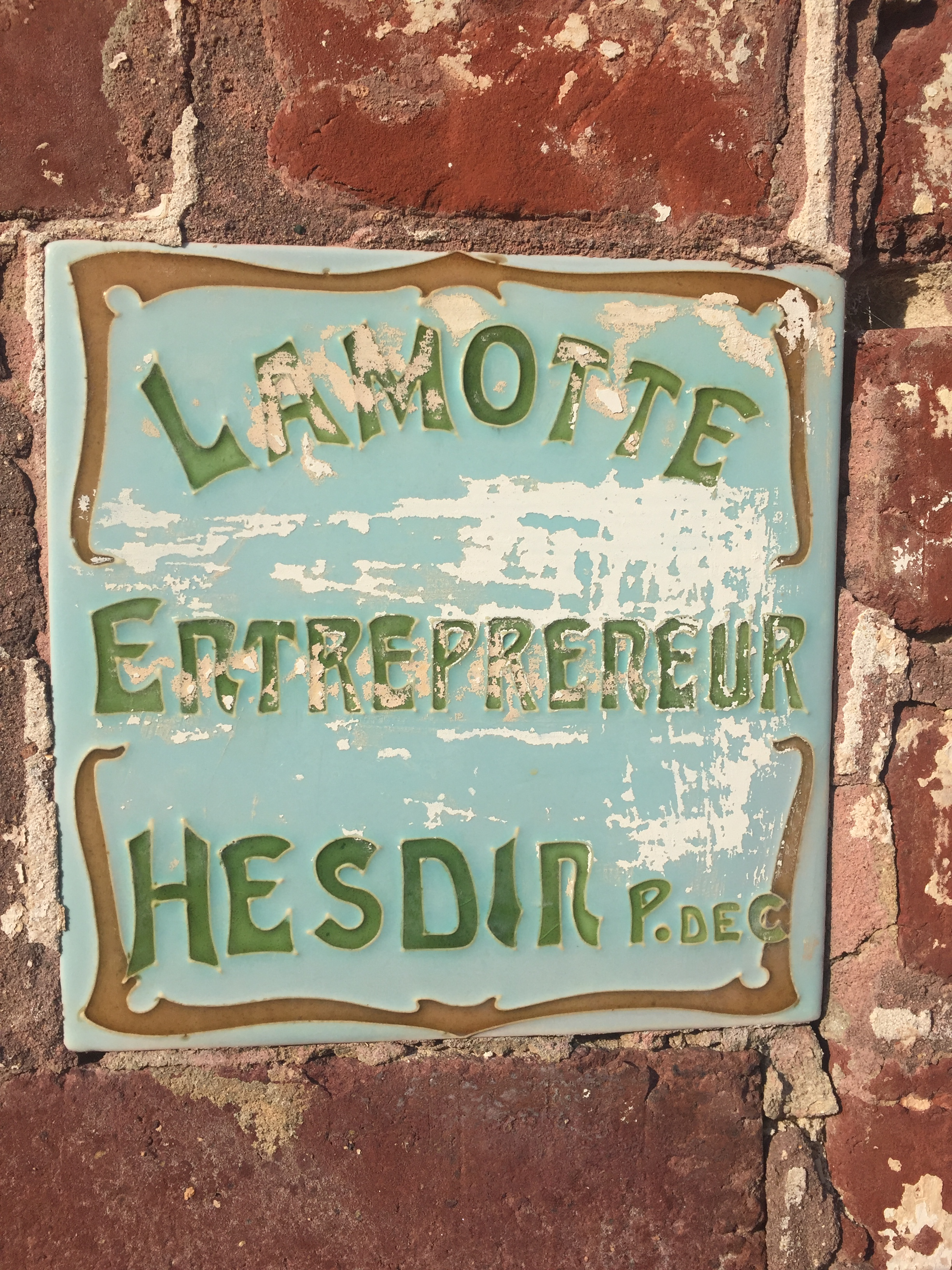
47 et 49, rue de Bruxelles.

L'entreprise Lamotte est située à Hesdin, elle a construit la maison du 47 et 49 rue de Bruxelles.

#### Entreprise Ossude
Paul Marie Joseph Ossude, né le 16 mai 1880 à Chartres et mort le 16 mai 1961, est un entrepreneur de travaux publics parisien. Au recensement de 1931 du Touquet-Paris-Plage, il emploie plusieurs personnes dont un représentant de l'entreprise, un chef de chantier, un comptable et plusieurs ouvriers terrassiers et cimentiers.
Il est nommé chevalier de l'ordre national de la Légion d'honneur par décret du 2 août 1920 puis officier du même ordre par décret du 26 juillet 1933, décoré de la croix de guerre 1914-1918 avec 2 citations le 24 septembre 1914 et de la médaille militaire en octobre 1914.

#### Entreprise F. Nogret

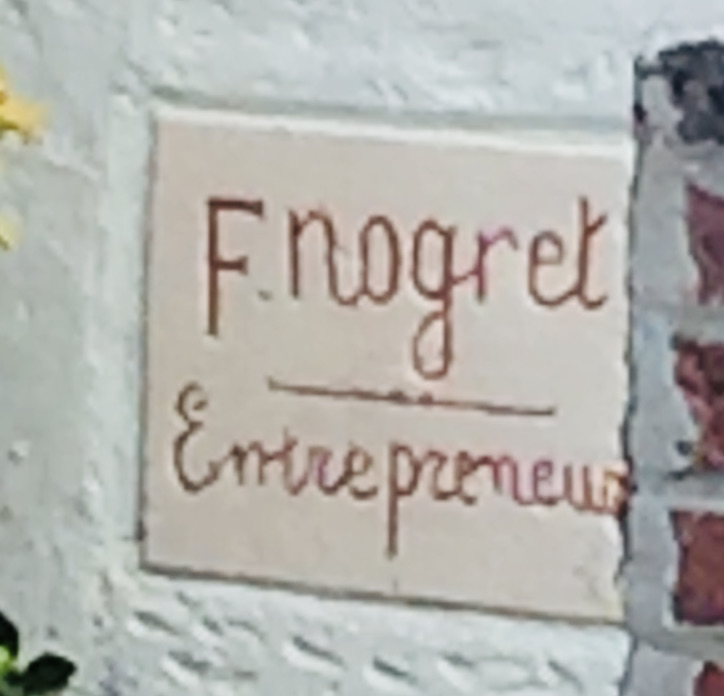
no 11 avenue de Quentovic.

Ferdinand Nogret, né en 1887 à Équemauville, marié avec Jeanne Jamet. En 1926, ils habitent au no 13 rue de Metz.
Il est l'entrepreneur de la villa sise au no 11 avenue de Quentovic et conçue par l'architecte Louis Quételart en 1929.

#### Entreprise Pentier Frères
Marie Charles Jacques Pentier est né le 23 août 1885 à Berck (Pas-de-Calais). Son frère Jules Pierre Joseph est né le 3 février 1888 à Berck, chevalier de l'ordre de la Légion d'honneur, il est maire du Touquet-Paris-Plage de 1942 jusqu'à sa mort en juin 1944 où il est victime des bombardements de la ville,. Jacques Georges Lucien Pentier est né au Touquet-Paris-Plage. L'entreprise générale de bâtiments était située au 137, rue de Metz, chalet La Mascotte, au Touquet-Paris-Plage. cette entreprise a succédé à l'entreprise Berger.
Ils sont, notamment, les entrepreneurs :
- du bâtiment sis 187 bis, rue de Londres[a] ;
- de la villa Wallonne[M 5] sise au no 44 du boulevard Daloz, à l'angle du no 78 de la rue de Bruxelles dont les façades et les toitures ont été inscrites à l'inventaire des monuments historiques le 12 août 1998[M 6] ;
- de la villa Stella,  anciennement nommée Sans façon, construite sur les plans de l'architecte Louis Quételart[12] sise au no 13 du boulevard Daloz ;
- de la série de deux maisons dites Villa Lutin et Villa Farfadet sises 7-9, rue Dorothé[M 7] ;
- de la villa La Closerie[M 8] sise avenue des Oyats dont les façades, toitures et décor intérieur du rez-de-chaussée et salle de bain du premier étage ont été inscrits à l'inventaire des monuments historiques le 1er décembre 1997[M 9] ;
- du cinéma dit Le Normandy puis Le Select situé 26, rue Saint-Jean[M 10].
- de l'aéroport du Touquet-Paris-Plage inauguré le 4 juillet 1936[13].

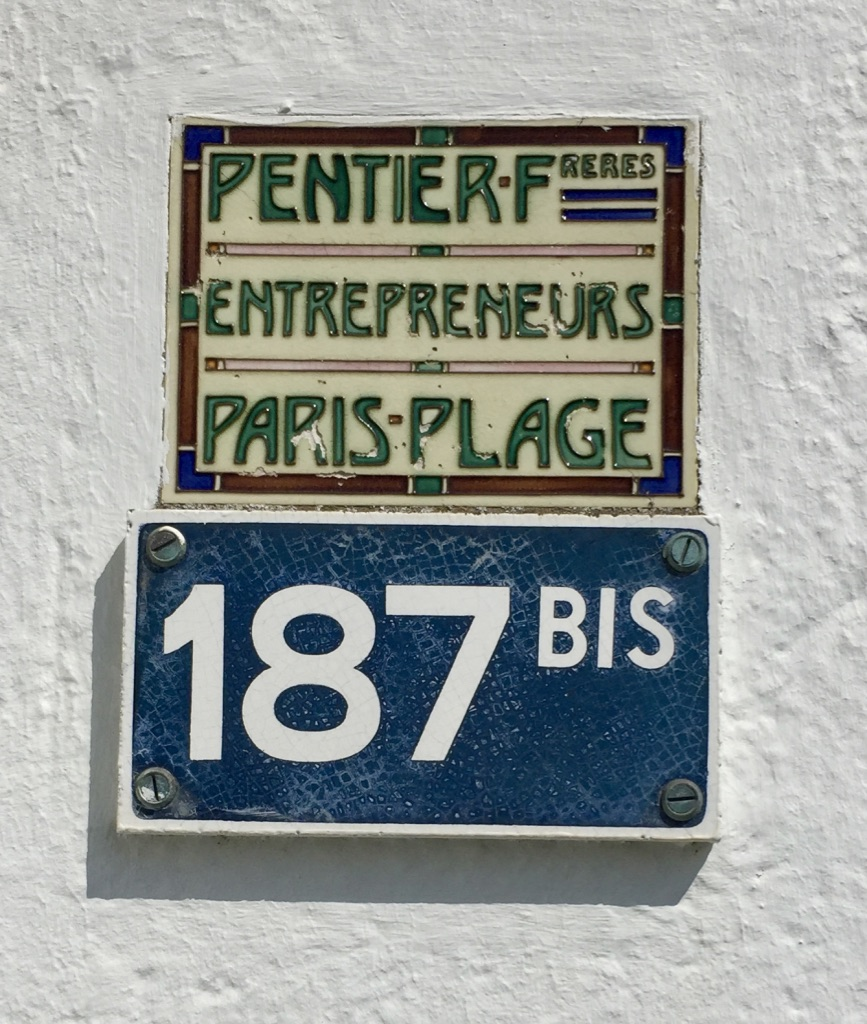
187 bis, rue de Londres.
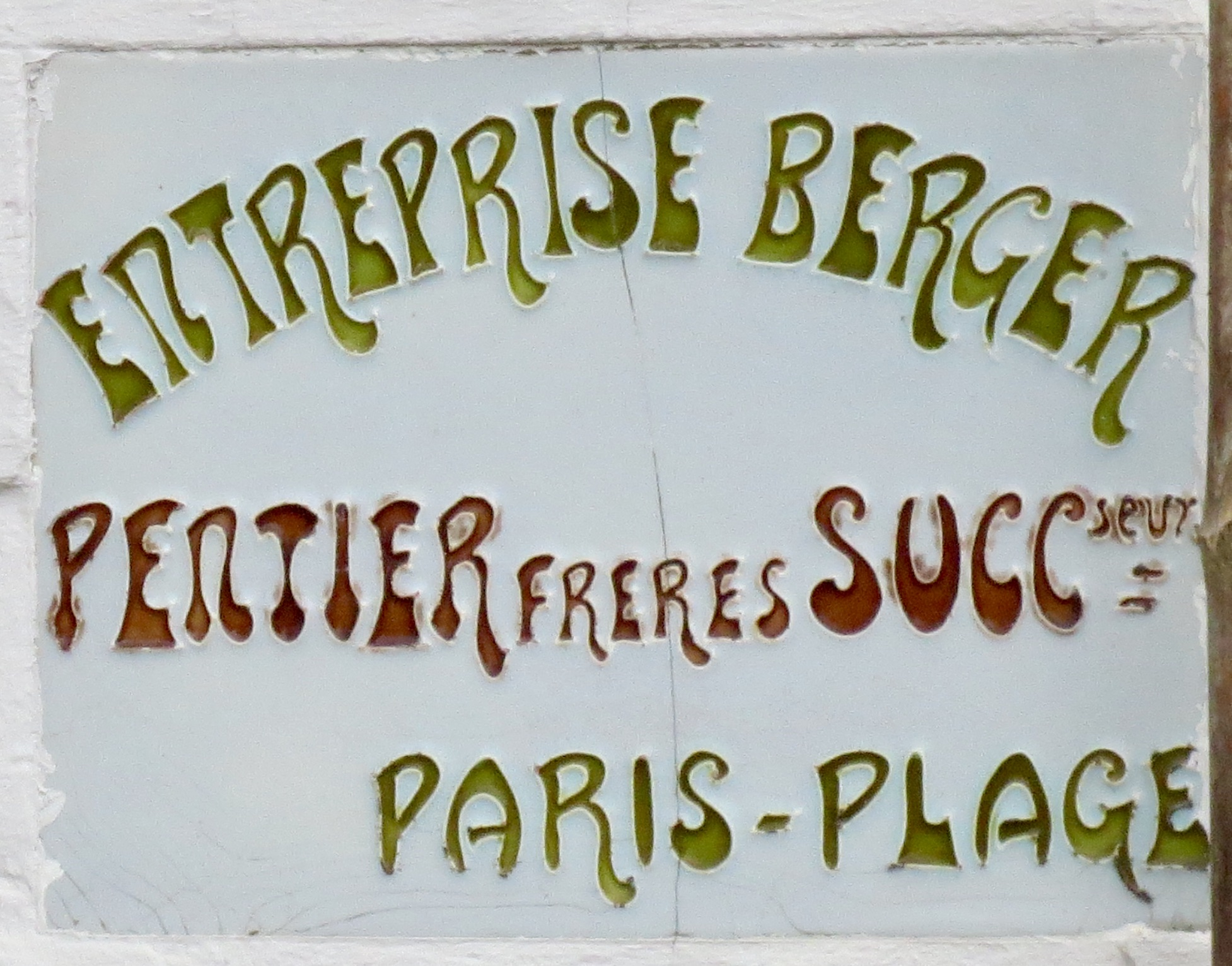
Entreprise Berger Pentier frères successeurs.
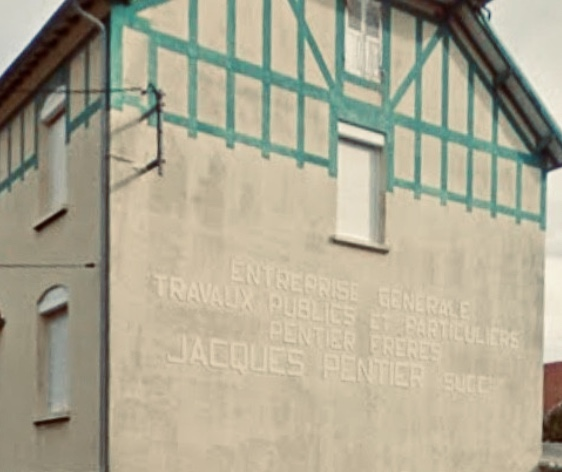
Entreprise Pentier située 137, rue de Metz au Touquet-Paris-Plage.
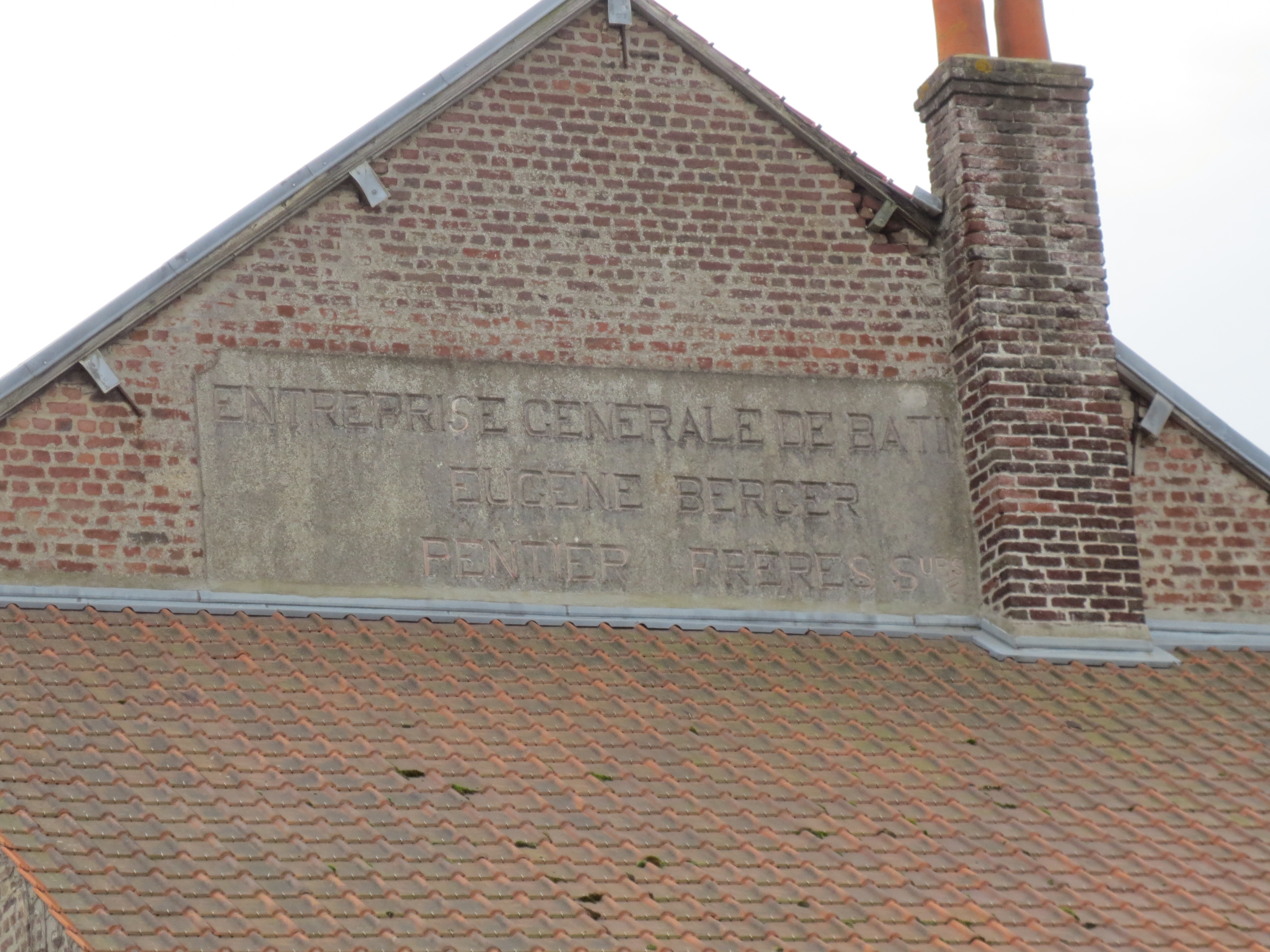
Inscription ancienne sur un mur de l'entreprise.

#### Entreprise Picavet frères
L'entreprise générale de bâtiments était située allée des Rossignols.

#### Entreprise Plée et Caron
L'entreprise Plée et Caron a construit l'hôtel Alexandra.

#### Entreprise Charles Prévost
L'entreprise générale de bâtiment et de travaux publics, qui était située à Étaples, a réalisé, à la demande de Mme Daloz (épouse d'Eugène Daloz) le lotissement entre les rues de Metz et le boulevard Daloz, elle est également l'entreprise chargée d'établir le  tramway entre Étaples et Paris-Plage.

#### Entreprise Révillion

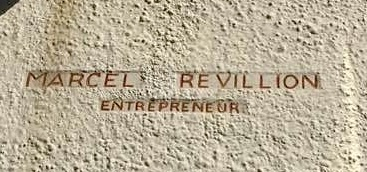
Inscription notée sur un mur du marché couvert.

Marcel Révillion est né le 25 décembre 1896 à Méricourt (Pas-de-Calais). En 1931, il est domicilié avenue de la Manche, au Touquet-Paris-Plage, avec son épouse Yvonne Béan et leurs enfants, Jean, Pierre et Monique, née au Touquet-Paris-Plage.
Il construisit le marché couvert du Touquet-Paris-Plage.

#### Entreprise Charles Robard et G. Lavergne
Ils sont les entrepreneurs, de la transformation vers 1920, du bâtiment situé à l'angle nord-est de la rue Saint-Jean et de la rue de Moscou, ancien Grand Hôtel Central transformé en Excelsior Hôtel. L'entreprise générale de bâtiments était située rue de Londres prolongée, au quartier Quentovic.
Charles Robard était propriétaire de l'hôtel Le Nantais rue Saint-Jean.

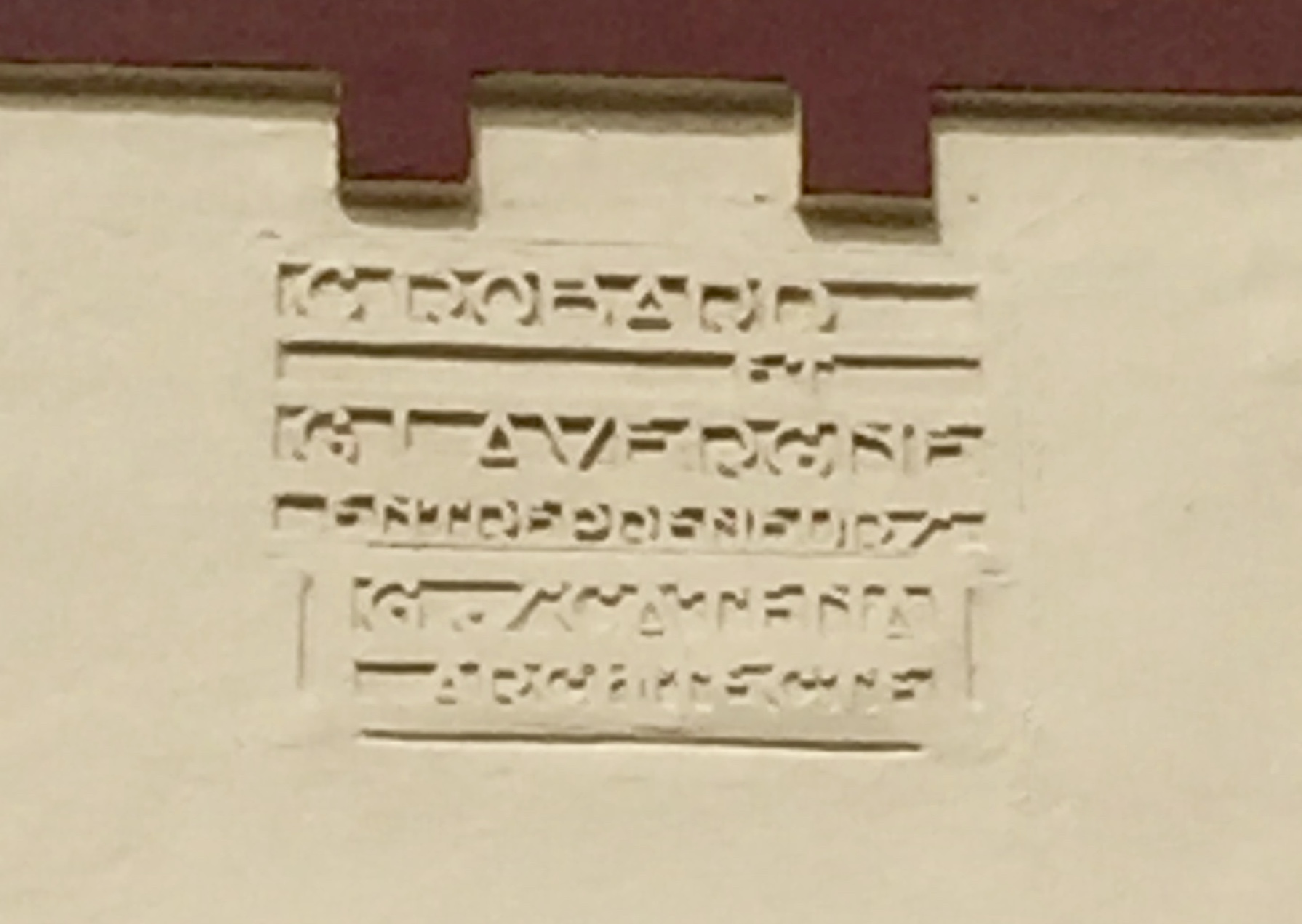
Angle nord-est des rues Saint-Jean et de Moscou.

#### Entreprise Roger

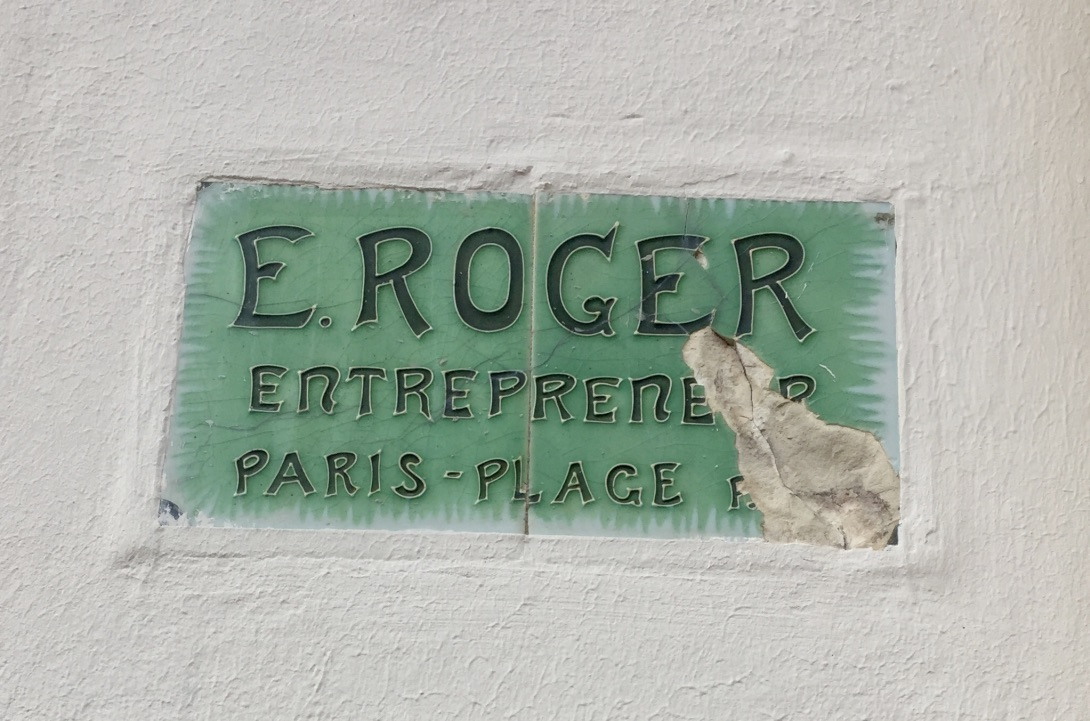
9, rue Jean-Monnet.

Émile Joseph Roger est né le 22 novembre 1866 à Chevry-Cossigny en Seine-et-Marne. En 1911, il habitait avec son épouse et ses trois enfants, quartier Quentovic, chalet Le Briard, rue de Londres prolongée, au Touquet-Paris-Plage.
Il est l'entrepreneur de l'école des garçons (1908), rue de Moscou, d'une villa sise au no 9, rue Jean Monnet, anciennement Grande-Rue et de la villa Hoche au no 61 rue Saint-Jean.

#### Entreprise Roy
Charles Albert Louis Roy, né le 21 juin 1849 à Pont-Remy et mort le 29 novembre 1919, route de Montreuil, à Étaples, il est le fils de Constant Émile et d'Adélaïde Machy, il habite au 45 rue de Montreuil,.
Il est, notamment, l'entrepreneur, de la villa Suzanne, 48 boulevard de la Mer (Docteur Jules Pouget aujourd'hui), ayant appartenu à Léon Garet et du nouveau sémaphore.

#### Entreprise Ets Tourolle

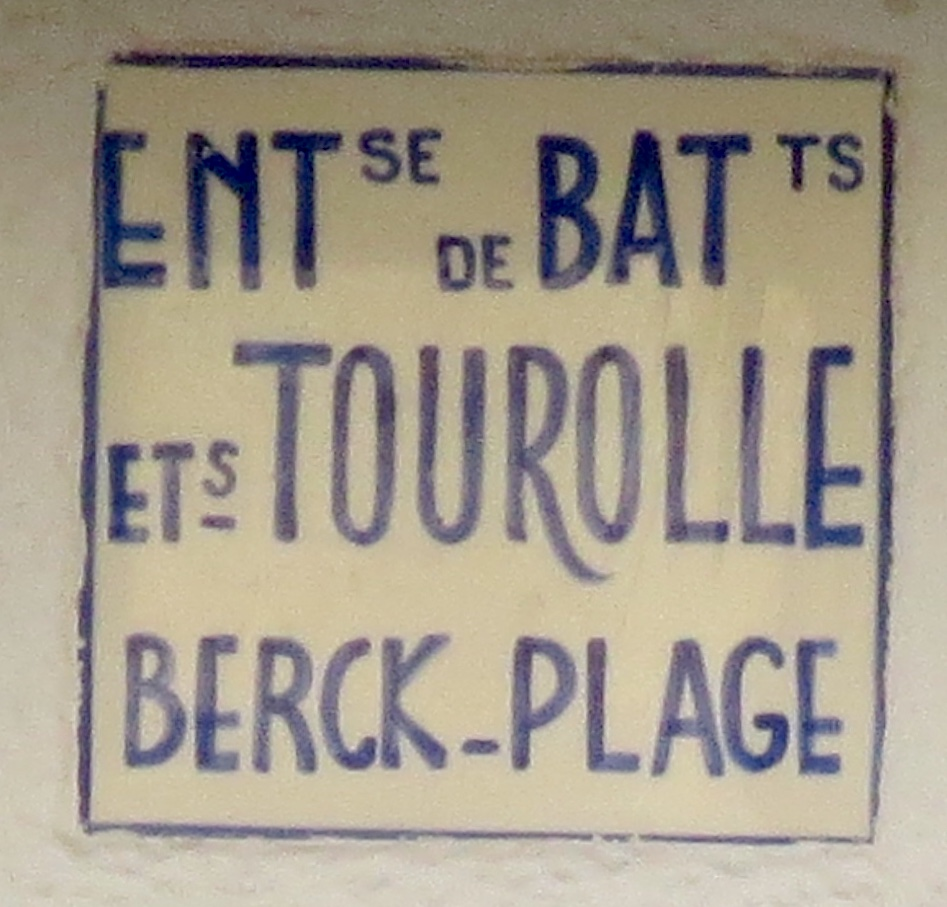

L'entreprise de bâtiment établissements Tourolle, de Berck-Plage, a réalisé la villa située au 55, boulevard Daloz.

#### Entreprise Trillaud

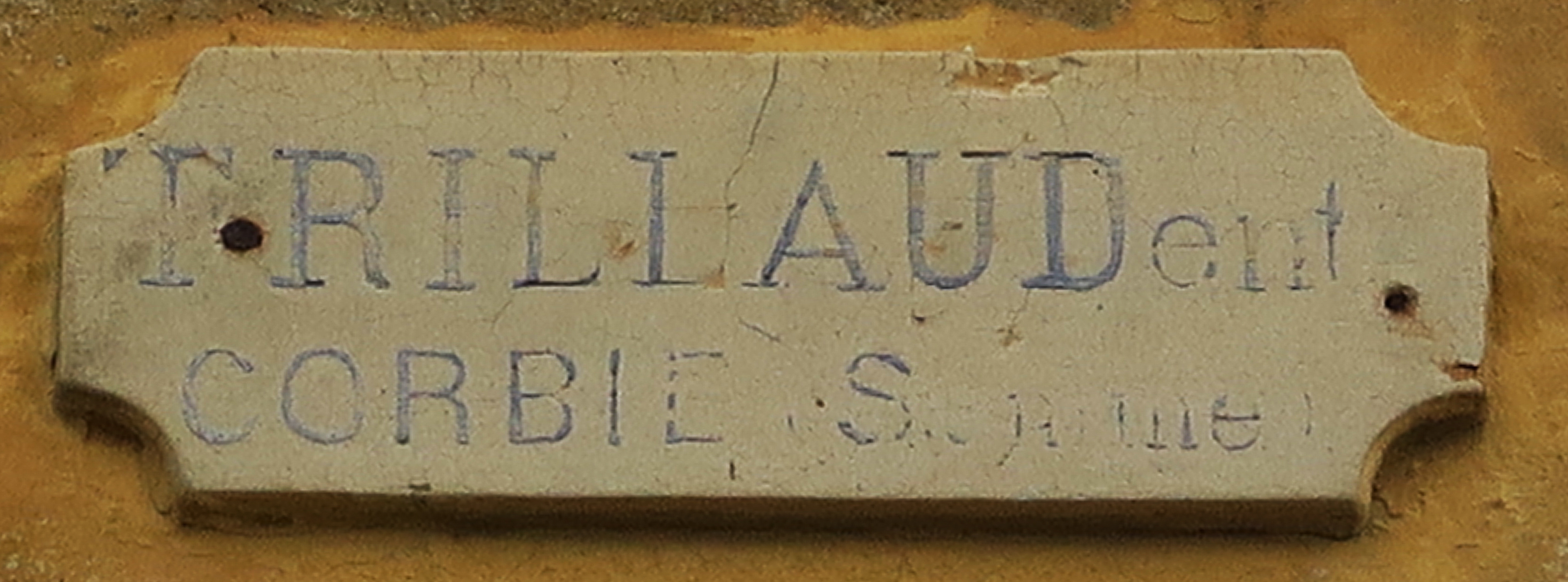

Trillaud est une entreprise de Corbie.

#### Entreprise Verdier

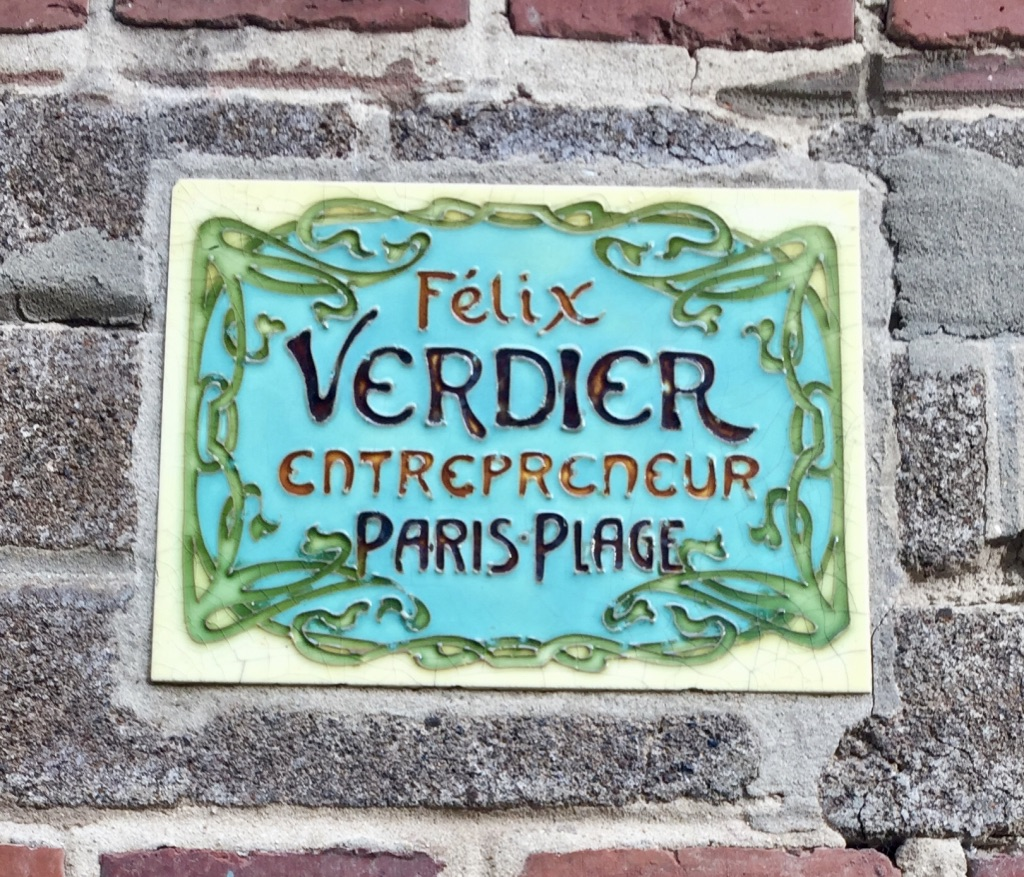
115, rue de Londres.

Jean Marie Félix Verdier est né le 15 janvier 1853 à Châtillon-en-Michaille dans le département de l'Ain. Il fut, conseiller municipal en 1900 puis adjoint spécial et officier d'état civil de la section de Paris-Plage en 1907. En 1911, il habitait, avec son épouse et ses trois enfants, rue de Londres à Paris-Plage.
Il est, notamment, l'entrepreneur de la villa Sainte Élisabeth sise 115, rue de Londres.
C'est l'entreprise Sagnier qui, dans les années 1930, prend la succession de cette entreprise.
Pendant la Seconde Guerre mondiale pour éviter que les élèves soient regroupés en un seul endroit lors des bombardements avec les risques que l'on imagine, l'entreprise Verdier, située au 93-95 rue de Londres, a été utilisée comme classe pour une partie des filles.

### Entreprise de couvertures, fumisterie, plomberie, zinguerie
La commune a compté plusieurs entreprises de couvertures, fumisterie, plomberie et de zinguerie,,.

#### Entreprise Bataille et ses Fils
L'entreprise était située 49, rue de Paris.
À l'origine, l'entreprise appartenait à J. Ferrand Aîné, boulevard de la République à Paris, avec une succursale à Berck-Plage, E. Calame directeur, et une succursale à Paris-Plage, directeur P. Bataille.
Bataille a choisi Louis Quételart pour construire sa maison de commerce.

#### Entreprise Beauvois Alphonse
L'entreprise était située 27, rue de Londres.

#### Entreprise Dutour Alphonse
L'entreprise était située 135, rue de Londres.

#### Entreprise Jaladis
L'entreprise était située angle nord-est des rues de Paris et Saint-Jean.

#### Entreprise Macquet
L'entreprise était située rue de Londres, entre les rues Saint-Jean et Saint-Louis.

#### Entreprise Nabord fils
L'entreprise était située 25, Grande-Rue.

#### Entreprise Planquart-Benoist
L'entreprise était située rue de Paris, entre les rues Lens et Saint-Amand.

#### Société des Eaux, Gaz et Électricité
L'entreprise était située 64, rue de Londres.

### Entreprises de jardins
La commune a compté plusieurs entreprises de jardins,,.

#### Jean Bongibault
Il est le régisseur du domaine de John Whitley et réalisateur du parc de l'hôtel de la Forêt.
Jean Bongibault est né en 1863 à Poilly (Marne) marié à Louise née en 1868 à Juvisy-sur-Orge, leurs deux enfants, Paul et Gaston, tous deux nés à Clairefontaine-en-Yvelines respectivement en 1893 et 1898, sont jardiniers avec leur père.

#### Entreprise Darche
L'entreprise était située 118, rue de Metz.

#### Entreprise De Martelaere Eugène
L'entreprise était située 49, rue St Jean.

#### Entreprise Sagnier Raymond
Raymond Sagnier, horticole D.E.S.H. avait son entreprise 49, rue Saint-Amand.

#### Entreprise Tirmarche René
René Tirmarche, fleuriste, 78, rue Saint-Jean et établissement horticole à Saint-Justin, hameau de Campigneulles-les-Petites.

### Entreprises de menuiserie et charpente

#### Entreprise Derchu
Théophile Désiré Émir Derchu, né en 1870 à Étalon (Somme), était patron menuisier ; en 1911, il habitait, avec son épouse et ses onze enfants, rue de Londres à Paris-Plage.

#### Entreprise Desplain

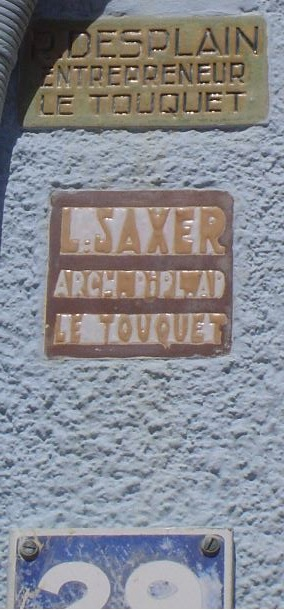
Plaques Desplain et Saxer.

Auguste Desplain est né en 1866 à Rue (Somme), il était menuisier.

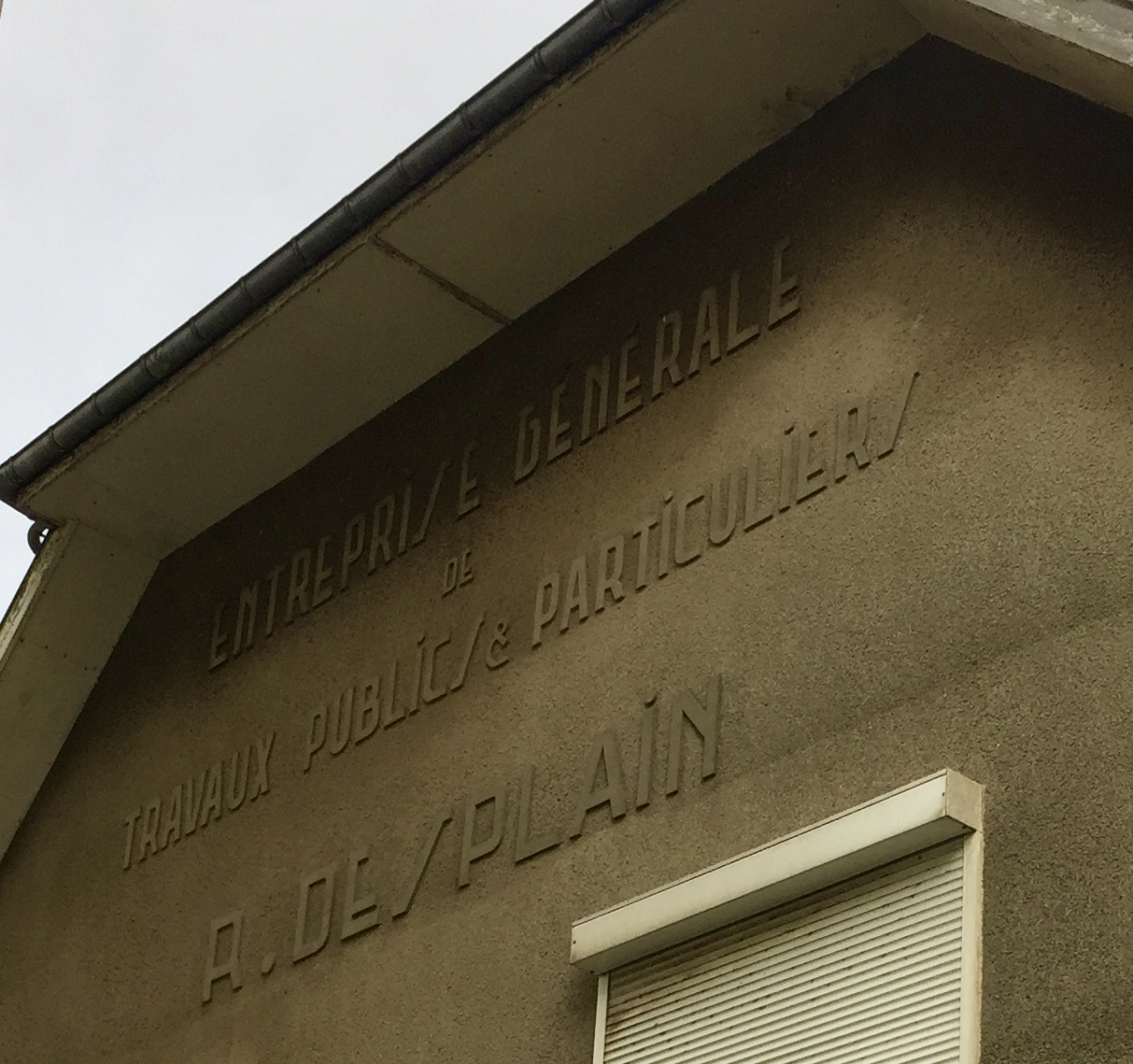
49, rue de la Paix au Touquet-Paris-Plage.

L'entreprise Auguste Desplain était, à l'origine une menuiserie.Elle était, en 1911, située rue Saint-Amand au Touquet-Paris-Plage, son fils Robert lui a succédé, l'entreprise a ensuite été située au 49, rue de la Paix au Touquet-Paris-Plage, le nom de l'entreprise est toujours visible de la rue.

#### Entreprise Devillers
Louis Devillers, entreprise de menuiserie, villa Le Rabot, rue Saint-André.

#### Entreprise Duboc
Joseph Duboc est né le 3 mars 1841 à Étaples dans le Pas-de-Calais.
Charpentier, Joseph Duboc travaille pour Alphonse Daloz. Il est l'un des premiers habitants du Touquet. Son atelier est mitoyen de l'hôtel, construit en 1882, « À la naissance de la plage »situé angle nord-est de la rue de Paris et de la rue Joseph Duboc (anciennement rue de la Lune), exploité par sa femme. C'est lui qui fabrique la « chaise de puits » permettant le forage dans le sable avant l'adduction des eaux de Rombly à Paris-Plage. Son fils François lui succède.
Une voie du Touquet-Paris-Plage porte son nom : la rue Joseph Duboc (anciennement rue de la Lune).

#### Everaert et Roch
L'entreprise était située au 9, rue de Paris.

#### Entreprise Legrand
M. Legrand, entreprise de menuiserie, est originaire d'Amiens. Il construisit le premier Grand-Hôtel du Touquet-Paris-Plage, celui d'Alphonse Legendre, situé à l'angle sud-est du Boulevard de la Mer (Docteur Jules-Pouget aujourd'hui) et de la rue Saint-Louis à Paris-Plage.

#### Entreprise Outrebon
L'entreprise Outrebon de menuiserie et charpente était située, en 1913, rue de Londres, entre la rue de Bruxelles et le rue Saint-Jean.

#### Entreprise Paré
Maurice Paré, entrepreneur en menuiserie d'Amiens, s'installe, en 1888, au Touquet pour y construire, à la demande de plusieurs de ses clients, les premiers chalets en bois. Cinq ans plus tard, en 1893, son épouse crée l'agence Paré pour louer ces chalets et vendre des terrains. Ainsi naquit l'agence Paré.

#### Entreprise Prévot
En 1926, Alphonse Prévot de Berck (1877-1951), son épouse Blanche Beaugeois de Beaurainville (1875-1954), leurs enfants et les employés de l'entreprise de menuiserie, habitaient 146, rue de Londres.

#### Entreprise Robard
Entreprise de menuiserie et charpente en 1921 et entreprise générale du bâtiment en 1926, Il est probable que cette entreprise se soit associée avec l'entreprise G.Lavergne pour la réfection de l'hôtel Excelsior.
Ange Charles Robard né en 1879 à Le Pellerin dans le département de la Loire-Atlantique marié, en premières noces avec Renée Claire Marie Petit le 6 août 1904 dans le 19e arrondissement de Paris, puis en secondes noces avec Élisa Augustine Sidonie Vasseur le 10 octobre 1911 au Touquet-Paris-Plage, et en troisième noces le 22 août 1914 à Bruay-la-Buissière avec Marie Euphrasie Mannessier née le 14 février 1888 à Bruay-la-Buissière et morte au Touquet-Paris-Plage le 2 février 1968. En 1926, ils ont quatre enfants nés au Touquet-Paris-Plage, Marcelle, Suzanne, Raymond et Simonne, ils habitent quartier Quentovic,,,,

#### Entreprise Sagnier
En 1913, l'entreprise de menuiserie et charpente est située 20, rue de la Paix, Octave Sagnier, né en 1873 à Verton, habite à cette adresse, en 1921, avec son épouse et ses six enfants. Cette entreprise a succédé, dans les années 1930, à l'entreprise Verdier

### Entreprises de peinture et de vitrerie
La commune a compté plusieurs entreprises de peinture et de vitrerie,,.

#### Entreprise Bonetti E.
L'entreprise était située au 119, rue de Metz.

#### Entreprise Buvelot
Buvelot Félicien Alphonse, né en 1862 à Paris marié à Pastolle Amélia née en 1863. En 1926, l'entreprise était située au 105, rue de Londres.

#### Entreprise Cuvilliez et Roulet
L'entreprise, qui a succédé à Delepoulle et Desaint, était située au 39, rue de Paris.

#### Entreprise Degano F.
L'entreprise était située rue de Calais.

#### Entreprise Demain
L'entreprise était située rue de Moscou.

#### Entreprise Desquenne L.
L'entreprise était située 115, rue de Moscou.

#### Entreprise Desaint
L'entreprise était située au 41, rue de Paris, en 1926.

#### Entreprise Delepoulle
L'entreprise de Louis Delepoulle était située rue de Paris, entre les rues Saint-Alphonse et de Bruxelles.

#### Entreprise Dumont
L'entreprise était située rue Lens, entre les rues de Londres et de Metz.

#### Entreprise Fontaine
Louis Fontaine, né en 1869 à Roubaix. L'entreprise était située Chalet Claudine, 60, rue de Moscou.

#### Entreprise Matifas-Rivet
L'entreprise était située Chalet Rivet, rue de Londres, entre les rues de Montreuil et Dorothée.

#### Entreprise Moulin
L'entreprise était située 37, rue Saint-Louis.

#### Entreprise Etty Perret
L'entreprise, qui a succédé à Tavernier, était située au 74, rue de Londres, à l'angle nord-ouest des rues de Londres et Saint-Louis.

#### Entreprise Segond-Dams
Alfred Segond, né en 1877 à Dechy et Léon Dams, né en 1883 à Aniche. L'entreprise était située au 20, rue de la Paix.

#### Entreprise Specque-Busch
Prudent Alexandre Specque, né en 1865 à Frencq, marié en 1888 à Boulogne-sur-mer avec Clémence Henriette Busch née en 1858 à Boulogne sur mer. L'entreprise était située rue Saint Alphonse, entre les rues de Paris et Londres.

#### Entreprise Tavernier
François Arthur Tavernier, né en 1868 à Gand. L'entreprise était située à l'angle des rues de Londres et de Saint-Louis.

#### Entreprise Thénard
Alfred Thénard, né en 1883 à Pantin marié avec Gabrielle Bouvier née en 1887 à Pantin. L'entreprise était située au 121, rue de Moscou.

## Pour approfondir